# Réseau Natura 2000

Logo de Natura 2000.

Le réseau Natura 2000 rassemble des aires protégées créées par les États membres de l'Union européenne sur la base d'une liste d'habitats et d'espèces menacés, définies par les deux directives européennes Oiseaux et Habitats, Faune, Flore.
La constitution du réseau Natura 2000 a pour objectif de maintenir la biodiversité, tout en tenant compte des exigences économiques, sociales, culturelles et régionales dans une logique de développement durable. Sachant que la commission européenne part du postulat que la conservation de la biodiversité présente également un intérêt économique à long terme.
La volonté de mettre en place un réseau européen de sites naturels répondait à un constat : conserver la biodiversité n'est possible qu'en prenant en compte les besoins des populations animales et végétales, qui ne connaissent en effet pas les frontières administratives entre États. Ces derniers sont chargés de mettre en place le réseau Natura 2000 subsidiairement aux échelles locales. La cartographie du réseau est consultable en ligne.
Le réseau de sites terrestres a été complété en 2008, puis en 2010, par un ensemble de sites maritimes, grâce à la démarche de l'Europe « Natura 2000 en mer ». Mi-2010, sur les 2 500 sites en cours de désignation « Natura 2000 », seulement cinquante étaient marins. Début 2011, le réseau était finalement étendu de près de 27 000 km2 (principalement grâce à la République tchèque, au Danemark, à la France, l'Espagne et la Pologne), enrichi de zones marines (plus de 17 500 km2), ce qui lui fait atteindre près de 18 % du territoire terrestre de l'Union européenne et plus de 130 000 km2 de ses mers et océans.
En 2019, Natura 2000 constituait le plus grand réseau d'aires protégées (terrestres et marines) au monde : les 27 758 sites qui le composent couvrent une superficie totale de 1 322 630 km2 (2017), soit 18,18 % de la surface terrestre et 9 % des domaines marins des vingt-sept pays de l'Union européenne (juillet 2018) .

## Historique

Élargissement progressif de l'UE.

En 1976, la Commission européenne a émis une proposition de directive, qui a finalement été adoptée en 1979, visant à protéger les oiseaux sauvages. Elle enjoignait les neuf états-membres à établir des zones de protection spéciale (ZPS) considérant que la protection des oiseaux était une responsabilité transfrontalière nécessitant des actions conjointes.
En 1987, l'acte unique européen donne la compétence à l'Union européenne pour agir dans le domaine de l'environnement.
L'Union européenne ratifie, en 1982, la convention de Berne. Celle-ci pousse les douze États membres de l'Union européenne à adopter la directive habitats le 21 mai 1992.  La nouvelle directive exige des États membres la désignation de zones spéciales de conservations (ZSC),.
Encore en cours de constitution, il devait permettre de réaliser les objectifs fixés par la Convention sur la diversité biologique, adoptée lors du Sommet de la Terre de Rio de Janeiro en 1992.

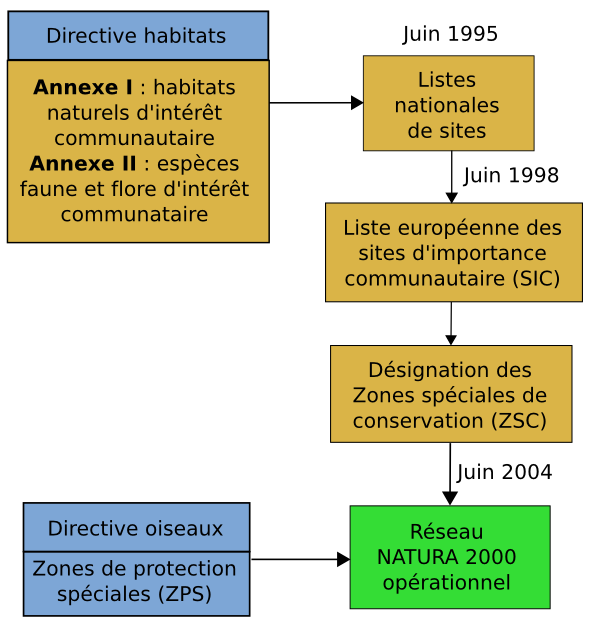
Chronologie prévue et méthode de formation du réseau Natura 2000. Initialement prévue pour juin 2004, la désignation des sites a pris du retard.

La formation du réseau est initialement prévue pour l'an 2000 (d'où le chiffre 2000 accolé à Natura), et les listes des sites de conservation complétées en juin 2004. Les États membres de l'Union devaient sélectionner sur leur territoire les sites naturels qui devaient former le réseau, et fournir au plus tard en juin 1995 une liste nationale des sites soumis à la formation du réseau Natura 2000. En juin 1998 devait être achevée la seconde phase de constitution de Natura 2000, par la sélection définitive des sites d'importance communautaire (SIC), qui seraient ensuite intégrés au réseau Natura 2000 sous la désignation finale de ZSC.
Toutefois, la désignation des sites a pris du retard dans la plupart des pays. Par exemple, le réseau de sites français n'a été validé qu'en 2007, après de nombreux échanges avec la Commission européenne et un contentieux pour « désignation insuffisante de sites au titre de la directive Habitats faune flore ». La Pologne a également été mise en garde en 2006 par la Commission européenne.
Ce retard à l'échelle de l'UE est du à un fort rejet de la politique Natura 2000 au niveau local et national qui a pour origine : 
- le fait que toutes les terres font déjà l'objet d'usages multiples, dans les différents États-membres, et le plus souvent sont des propriétés privées ;
- le choix de l'UE de baser la légitimité  du réseau Natura 2000 entièrement sur la science, par opposition à une légitimité qui aurait pu naître du processus de création des aires protégées ;
- une volonté d'aller vite, un faible engagement au niveau des États ;
- un manque d'information des citoyens.

On trouve  de nombreux exemples de cette opposition en Allemagne, en France, en Finlande, ou en Belgique.
Dans un objectif de développer le réseau écologique paneuropéen en mer, à la suite du Conseil des ministres du 5 novembre 2008, 76 nouveaux sites marins couvrant une surface de 24 000 km2 sur les trois façades maritimes, ont été ajoutés au réseau Natura 2000. Les arrêtés du 31 octobre 2008 de désignation de treize sites ont été publiés au Journal officiel du 7 novembre 2008.
Une nouvelle extension concernant quinze États membres a eu lieu en 2010, ajoutant en 2010 « 739 sites » d'importance communautaire », dans six régions biogéographiques (régions alpine, atlantique, boréale, continentale, méditerranéenne et pannonienne). La Pologne a désigné 459 nouveaux sites (8 900 km2 de grands lacs et systèmes fluviaux, plaines alluviales et forêts). La République tchèque a apporté 229 sites (dont hêtraies et prairies d'intérêt pour la biodiversité). Des ajustements de délimitation de sites existants ont aussi été faits.
Début 2011, le réseau comprenait 24 611 sites pour une superficie terrestre de 740 811 Km2. Il s'est ensuite régulièrement agrandi, et montait en 2023 à 27 163 sites pour 768 956 Km2 selon le site officiel de l'agence européenne pour l'environnement. L'entrée de nouveaux États membres dans l'Union fait  significativement augmenter la surface du réseau, mais en 2019, le Brexit à amputé le réseau de 934 sites et 21 000 Km2.
Le 17 juin 2024, le « règlement sur la restauration de la nature » a été formellement adopté par le conseil de l'Union européenne. Son objectif est de restaurer 20% des zones terrestres et marines de l'UE en 2030, avec une priorité d'action sur les sites Natura 2000.

## Deux types de zones protégées
La politique européenne pour mettre en place ce réseau s'appuie sur l'application des directives Oiseaux et habitats, adoptées respectivement en 1979 et 1992 pour donner aux États membres de l'Union européenne un cadre commun d'intervention en faveur de la préservation des espèces et des milieux naturels. C'est donc la réunion des deux directives qui doit permettre la création du réseau.
Deux types de sites interviennent dans le réseau Natura 2000 : les ZPS et les ZSC.

### Zone de protection spéciale

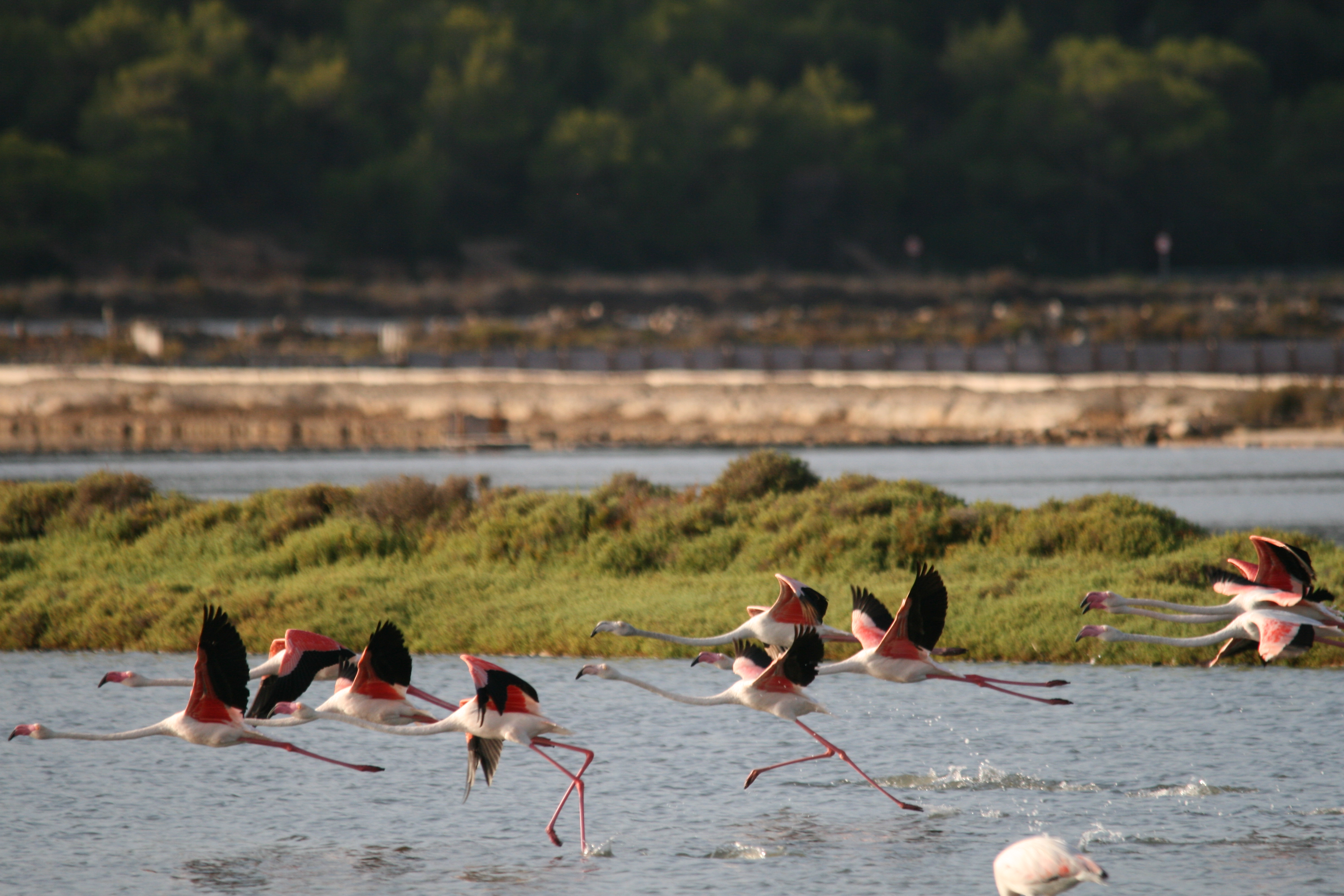
Flamands roses dans le Parc naturel de Ses Salines, Ibiza, îles Baléares, Espagne

La directive Oiseaux de 1979 enjoint aux États membres de l'Union européenne de mettre en place des zones de protection spéciale (ZPS) sur les territoires les plus appropriés en nombre et en superficie afin d'assurer un bon état de conservation des espèces d'oiseaux menacées, vulnérables ou rares.
Les États sont libres dans leur méthodologie pour désigner des ZPS. Cependant, les listes nationales initiales de ZPS ont été vérifiées par la commission européenne, a-postériori, sur la base de publications scientifiques, entre autres les inventaires de zones importantes pour la conservation des oiseaux produite par BirdLife International. La commission a reproché à plusieurs États-membres l'insuffisance des surfaces proposées.
En France en particulier, le ministère de l'Écologie a chargé en 1979 le muséum national d'histoire naturelle et la ligue pour la protection des oiseaux d'identifier les sites qui pourraient devenir des ZPS,.

### Zone spéciale de conservation

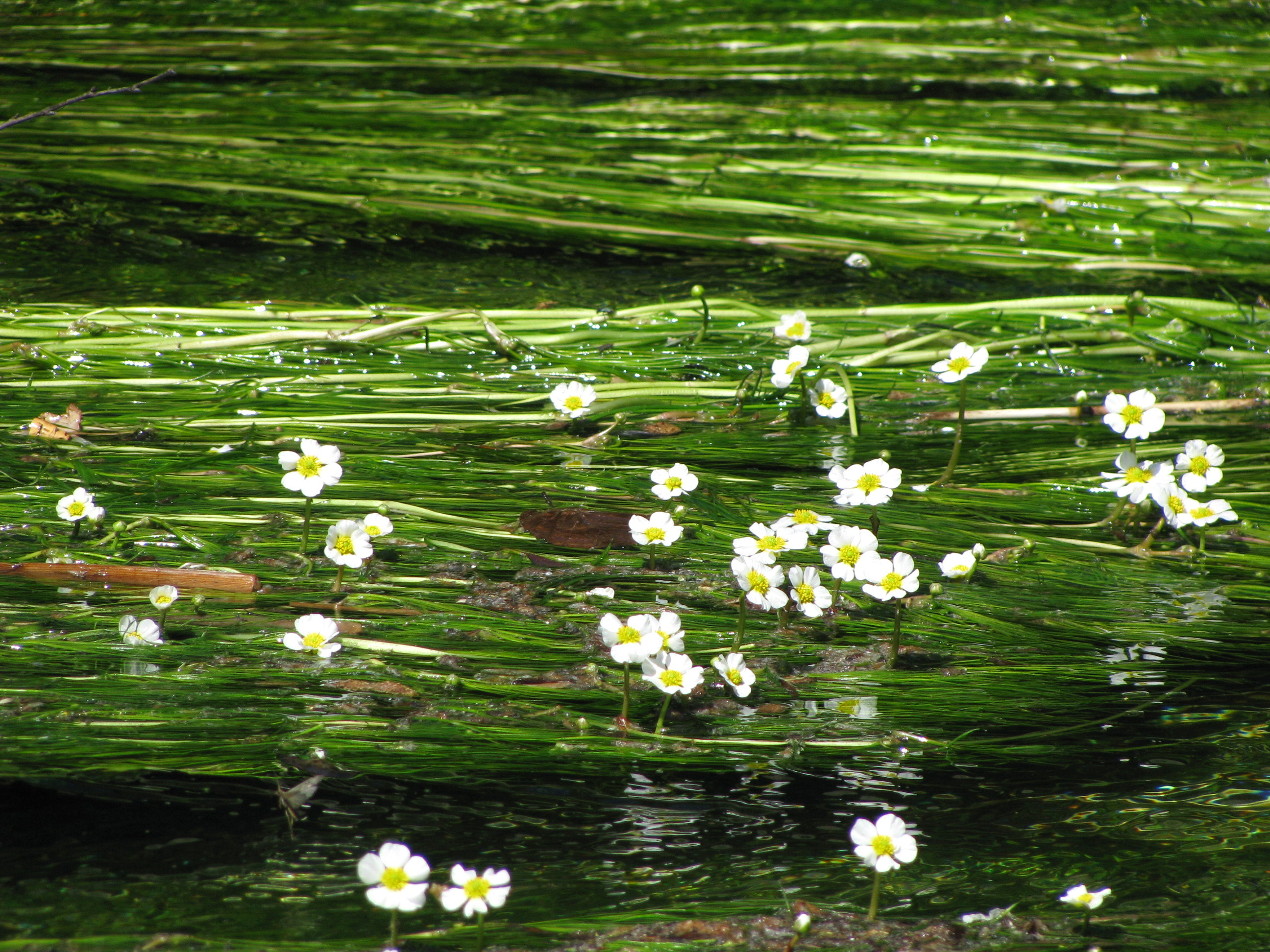
« Rivières des étages planitiaire à montagnard avec végétation du Ranunculion fluitantis et du Callitricho-Batrachion » habitat d'intérêt communautaire 3260, ici dans la Würmtal un affluent de la Rour, à Würselen, Allemagne.

Les zones spéciales de conservation (ZSC), instaurées par la directive habitats en 1992, ont pour objectif la conservation de sites écologiques présentant soit :
- des habitats naturels ou semi-naturels d'intérêt communautaire, de par leur rareté, ou le rôle écologique primordial qu'ils jouent (dont la liste est établie par l'annexe I de la directive Habitats) ;
- des espèces de faune et de flore d'intérêt communautaire, là aussi pour leur rareté, leur valeur symbolique, le rôle essentiel qu'ils tiennent dans l'écosystème (et dont la liste est établie en annexe II de la directive habitats).

La désignation des ZSC est plus longue que les ZPS, en effet la directive habitats (92/43/CEE) prévoit une démarche en trois étapes :
1. Chaque État membre de l'Union européenne fait part de ses propositions à la Commission européenne, sous la forme de pSIC (proposition de site d'importance communautaire). La proposition doit prendre une forme standardisée[18]
2. Le pSIC est inscrit comme Site d'importance communautaire (SIC) sur les listes officielles de la commission européenne, après une validation sur la base de critères scientifiques.
3. Il est finalement intégré au réseau Natura 2000 par décision nationale d'un État membre qui le désigne comme Zone Spéciale de Conservation (ZSC). Après approbation par la Commission, le pSIC est inscrit comme site d'intérêt communautaire (SIC) pour l'Union européenne et est intégré au réseau Natura 2000. Chaque État-membre  ensuite le site comme ZSC.

### Natura 2000 en mer

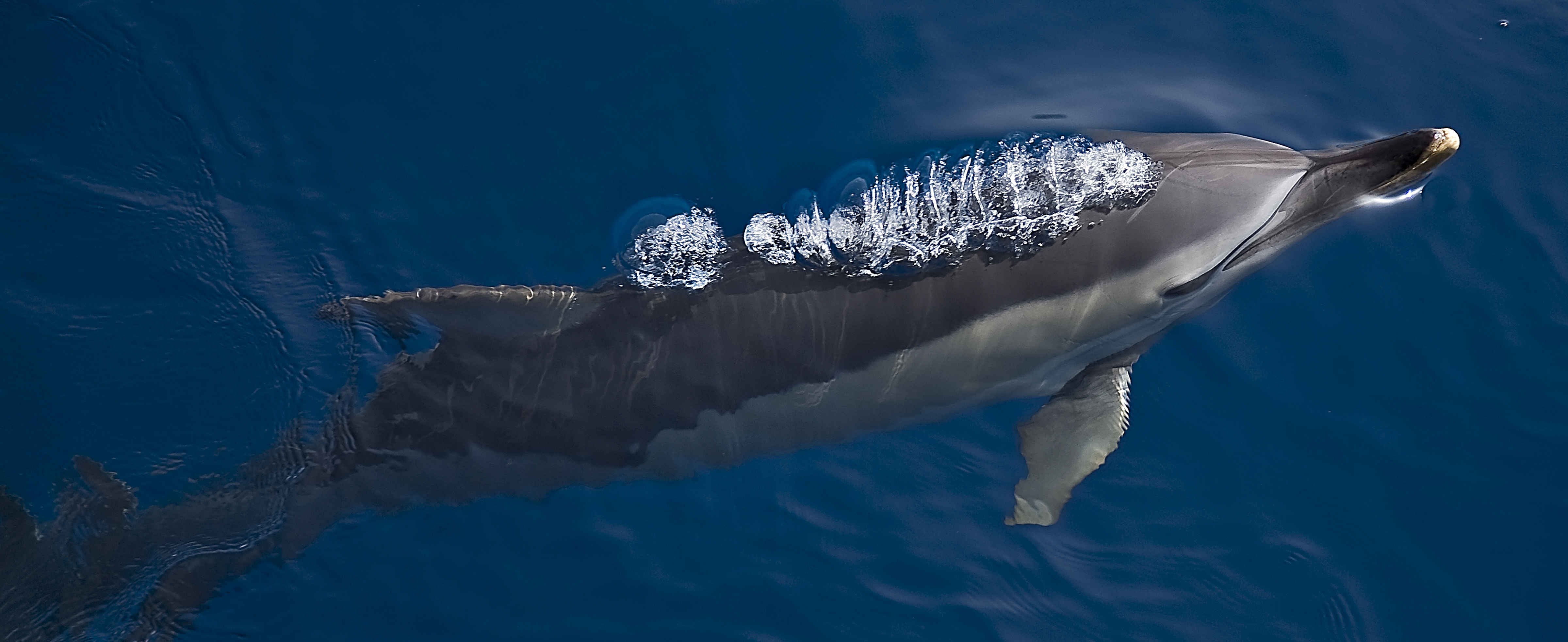
Dauphin commun à bec court nageant dans le site Natura 2000 GR4130001.

Les sites Natura 2000 en mer peuvent être des ZSC ou des ZPS.
Chaque État membre ayant une façade littorale doit désigner un réseau cohérent et suffisant d'habitats naturels et d'espèces d’intérêt communautaire présents dans l’espace maritime, avant mi-2008. Pour les aider, la Commission européenne a publié un guide d’application de Natura 2000 en mer précisant : les aspects juridique et politique (directive-cadre sur l'eau, politique maritime européenne, conventions régionales et internationales…) ; les définitions et recensement (par pays) des habitats et des espèces d’importance communautaire ; les éléments permettant de localiser, évaluer et de sélectionner des sites ; les mesures de gestion à y proposer et les liens avec la politique commune de la pêche.
La gestion devant ensuite prendre en compte les exigences économiques, sociales, culturelles en jeu.
La Commission engage aussi les États membres à combler leurs lacunes scientifiques et encore améliorer la représentativité du réseau marin.

## Gestion des sites

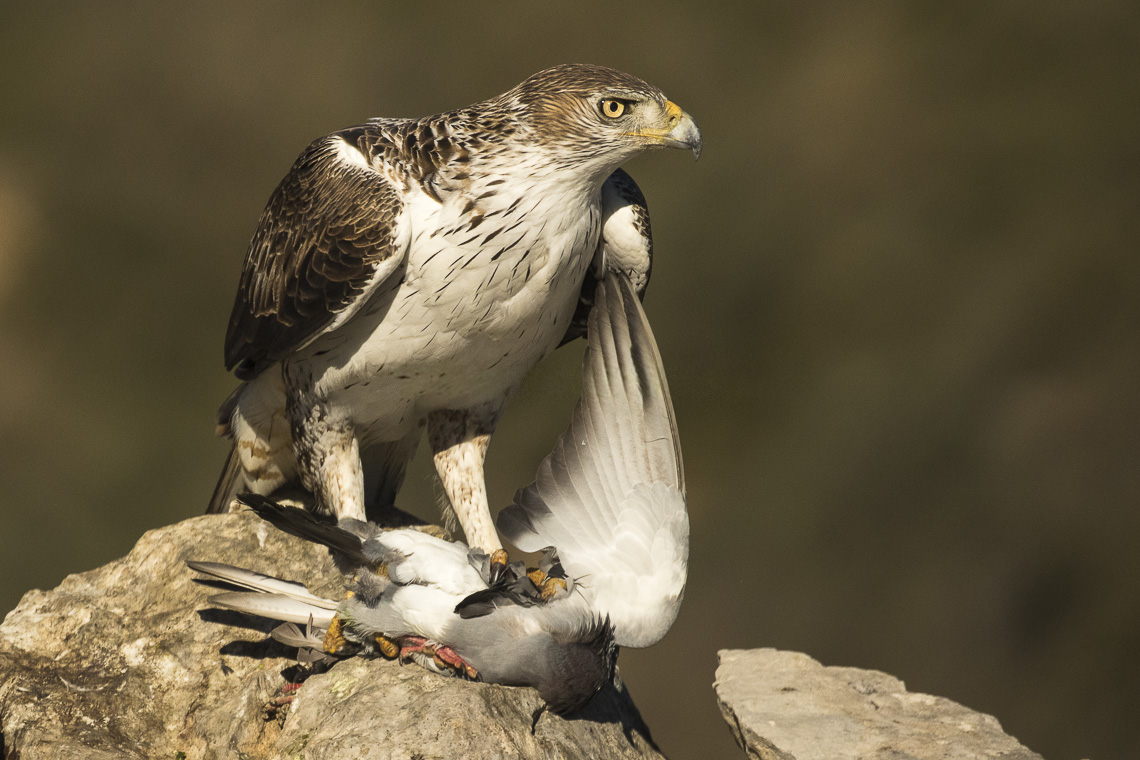
L'aigle de Bonelli, inscrit à l'annexe I de la directive Oiseaux est protégé par la mise en place de plusieurs ZPS, notamment la ZPS des Basses Corbières, dans le département de l'Aude, en France. Un programme LIFE-nature vise à expérimenter des modes de gestion des milieux ouverts, à améliorer les populations d'espèces proies et à réduire les menaces sur cette espèce.

La directive habitats n'imposait pas de méthode particulière à employer pour la désignation des sites ou le type de gestion à employer ; chaque État membre pouvant employer les méthodes qu'il souhaitait. La réglementation varie ainsi selon les États :
- stratégies d’achat de terres (Danemark, Pays-Bas) ;
- plans de gestion imposant des travaux de restauration (Belgique en Wallonie) ;
- plans de gestion réglementant la circulation pendant une période donnée (Belgique en Flandre) ;
- gestion nécessitant l’utilisation de permis pour la réalisation de certaines activités (Finlande).

La plupart des pays essaient d’utiliser les mesures agroenvironnementales pour les activités agricoles dans le périmètre des sites Natura 2000.
Seuls la France et le Royaume-Uni ont initialement développé des approches exclusivement contractuelles pour l’ensemble des activités présentes dans les périmètres, avec un certain retard et des faiblesses dans l'application de la directive. À partir de 2011, la France met en place des évaluations des incidences pour réguler les activités humaines potentiellement néfastes pour l'environnement.

### Gouvernance
La gestion peut être centralisée, comme dans certains pays du Nord de l'Europe, ou décentralisée, par exemple, en Allemagne la désignation et la gestion des sites sont confiées aux Länder, en Belgique aux régions. Dans le cas de la Suède, la gestion des sites est confiée aux communes[réf. souhaitée]. La Grèce quant à elle comptait en 2003, créer des entités privées, mais contrôlées par l'État pour gérer ses sites. En France, la gestion des sites, initialement une compétence exclusive de l'État, a été progressivement transférée aux régions (et seulement partiellement).

### Financement de Natura 2000

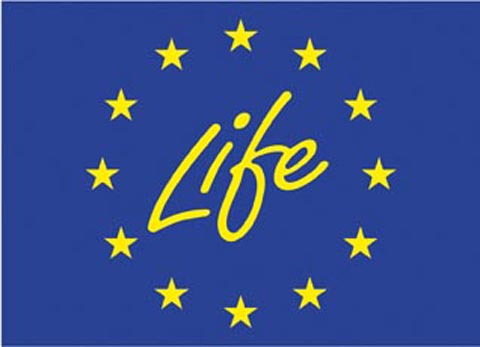
Logo du programme Life

Le texte de la directive habitats prévoit que la prise en charge et l'application des mesures de protection et de gestion des sites peut imposer une charge financière trop importante pour certains États (du simple fait de la répartition inégale des espèces et habitats d'importance communautaire au sein de l'Union européenne). Le cas échéant, un cofinancement peut être prévu entre les États membres et la Communauté.
D'une façon générale, le financement des sites Natura 2000 et des contrats passés avec les utilisateurs peut être assuré par une ou plusieurs sources. Dans le cas français, il peut s'agir des fonds nationaux de gestion des espaces naturels, des fonds propres à Natura 2000 inscrits dans le cadre des contrats de projets État-région, du fonds européen agricole pour le développement rural, des fonds Life. Ce dernier est d'ailleurs majoritairement consacré aux projets intéressant les sites Natura 2000 et a ainsi permis de mettre en place la reproduction en captivité du lézard géant de La Gomera (Gallotia bravoana) que l'on croyait disparu, la protection en Hongrie des habitats de la vipère d'Orsini hongroise, la protection et la restauration de prairies et zones humides dans les Alpes autrichiennes, la rédaction des plans de gestion Natura 2000 de très nombreux sites, etc.
L'Union européenne encourage les partenariats entre le public et les entreprises et attribue des prix dénommés « Partenaire de Natura 2000 » (Natura 2000 Partner Reward Scheme) pour la gestion en partenariat du réseau Natura 2000 et la communication sur ce réseau. La Commission a proposé de créer une plate-forme européenne d'appui technique sur le thème entreprises et biodiversité.

### Mesures agro-environnementales
Plus de la moitié de la surface de l'Union européenne est couverte par des surfaces agricoles. 
Un grand nombre d'espèces dépend des milieux agricoles et celles-ci sont en déclin. Les mesures agroenvironnementales sont considérées comme un outil majeur pour enrayer ce déclin.
Par ailleurs, parmi les 198 habitats d'intérêt communautaire prioritaires (annexe I de la directive habitat), plusieurs nécessitent une gestion par l'agriculture extensive, notamment des pairies de fauche, ou des pâturages. Ces habitats sont menacés à la fois par l'abandon de certaines pratiques agricoles , en particulier le pastoralisme et la fauche, mais également par l'intensification des pratiques agricoles.

### Évaluation des projets et des plans et programmes

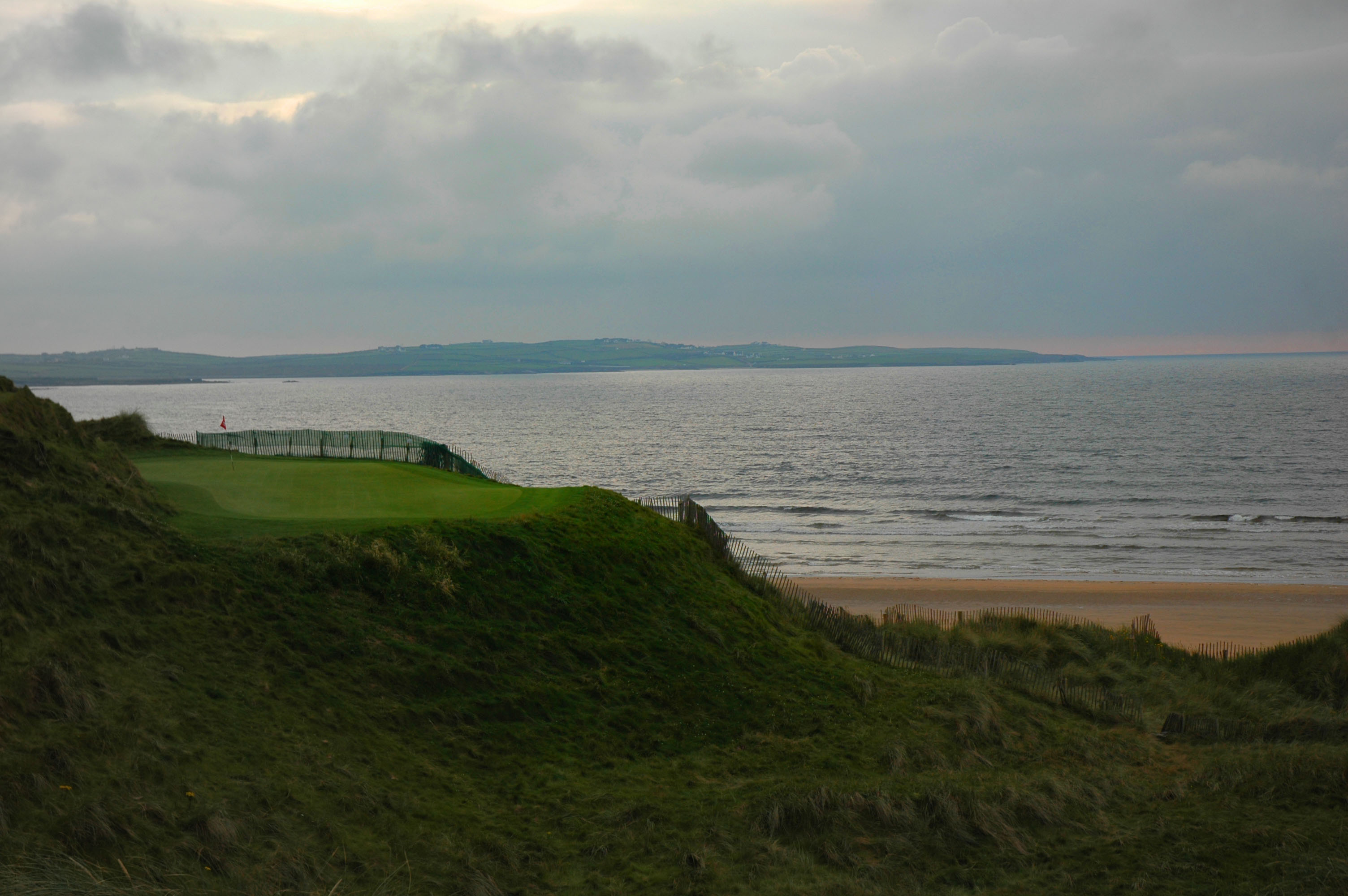
en 2016, l'Irlande rejette la demande la construction d'un mur de défense contre la mer, de 2,8 Km, déposée par Donald Trump pour son golf. Le projet aurait détruit un écosystème de dunes fixées, sur le site des dunes de Carrowmore, à Doonbeg,.

L'article 6 (paragraphe 3) de la directive Habitats prévoit que les États membres interdisent les projets  portant atteinte aux espèces et habitats listés dans ses annexes, pour ce faire, les plans et projets susceptible d'affecter les sites Natura 2000 doivent être soumis à une évaluation. Ce point de la directive a été interprété de façon restrictive par la cour de justice de l'Union européenne (CJUE) :
- en se référant au principe de précaution, la cour a imposé que l'évaluation se fasse avant la réalisation des projets,
- de plus, elle interprète de façon large la notion de plan ou projet.

Le paragraphe 4 du même article prévoit la possibilité de déroger à ces interdictions dans le cas d'une raison impérative d'intérêt public majeure, cette possibilité est cependant analysée d'une manière stricte par la commission européenne et la CJUE chaque fois qu'elle a été amenée à se prononcer.

## Le réseau par pays
En 2006 (1re évaluation), dix nouveaux États membres avaient soumis leurs propositions de sites pour le réseau Natura 2000, certains pour une grande superficie (près de 30 % de la superficie de la Slovénie sont proposés en ZSC).
En juin 2007, l'Union européenne comptait 4 617 ZPS, pour une superficie de 454 723 km2, et 20 862 ZSC d'une superficie totale de 560 445 km2. Mais de nombreux sites ont été désignés, dans leur totalité ou en partie, selon les deux directives. On ne peut donc pas additionner ces surfaces pour obtenir un chiffre global pour l'ensemble du réseau Natura 2000.
En décembre 2018, l'Union européenne comptait 5 646 zones de protection spéciale (ZPS) pour les oiseaux sur une superficie de 843 245 km2, et 24 191 zones spéciales de conservation (ZSC) (dont les pSIC, SIC) pour les habitats et les espèces sur une superficie totale de 1 051 569 km2, ce qui représente 18 % de la surface terrestre et marine du territoire de l'Union européenne.

### Allemagne

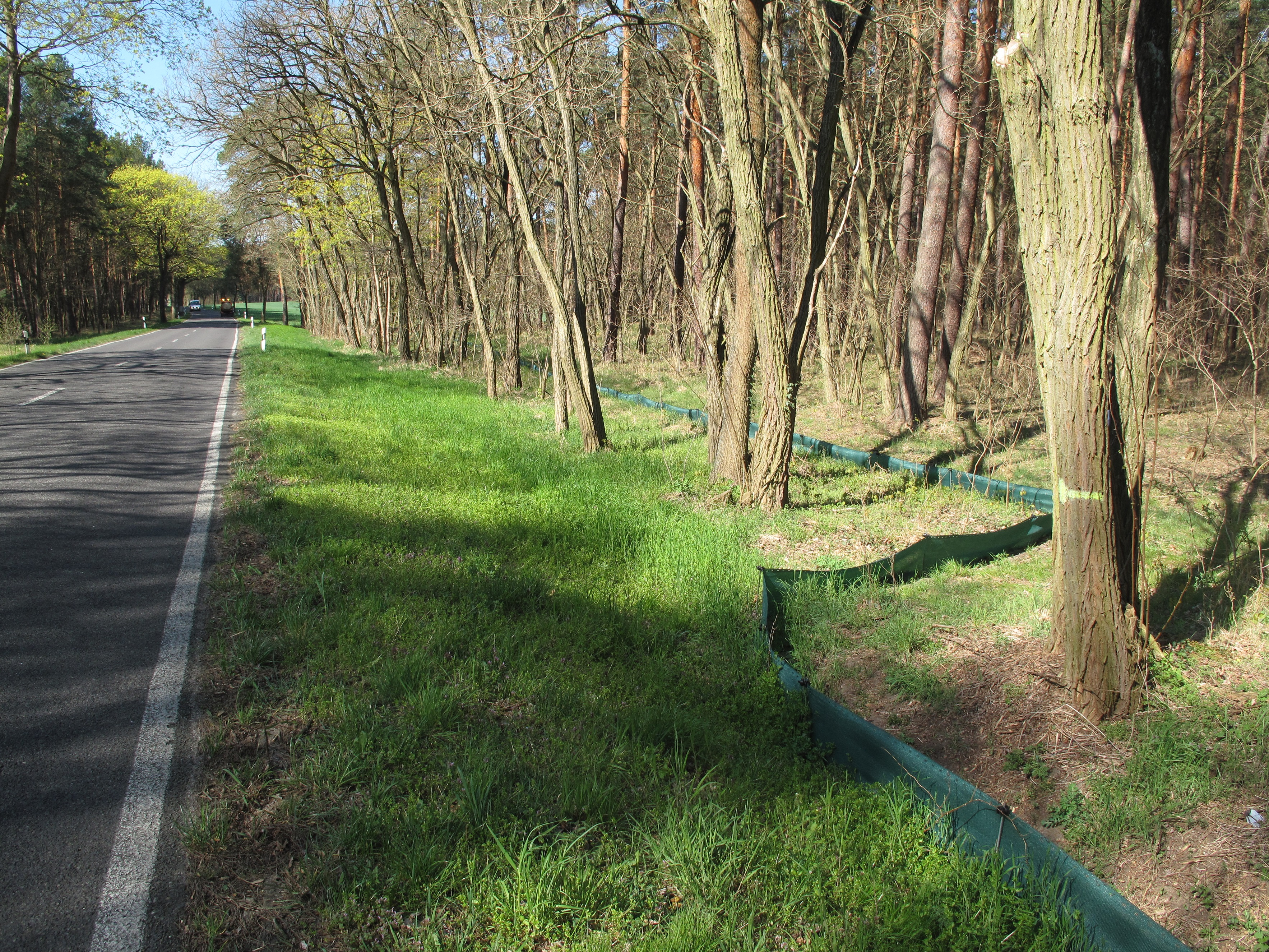
Une barrière à amphibien, pour que ceux-ci ne se fassent pas écraser sur la route, dans le site Natura 2000 Schwenower Forst.

Le réseau de sites Natura 2000 en Allemagne est très riche, mais est aussi plus fragmenté que le réseau français.
En décembre 2018, l'Allemagne comptait 5 200 sites dont :
- 742 zones de protection spéciale (ZPS) pour les oiseaux sur une superficie de 59 998 km2.
- 4544 zones spéciales de conservation (ZSC) (dont les pSIC, SIC) pour les habitats et les espèces sur une superficie de 54 466 km2 ;

La superficie totale est de 80 816 km2, ce qui représente 15,5 % de la surface terrestre et marine du territoire de l'Allemagne.

### Autriche
En décembre 2018, l'Autriche comptait 350 sites dont :

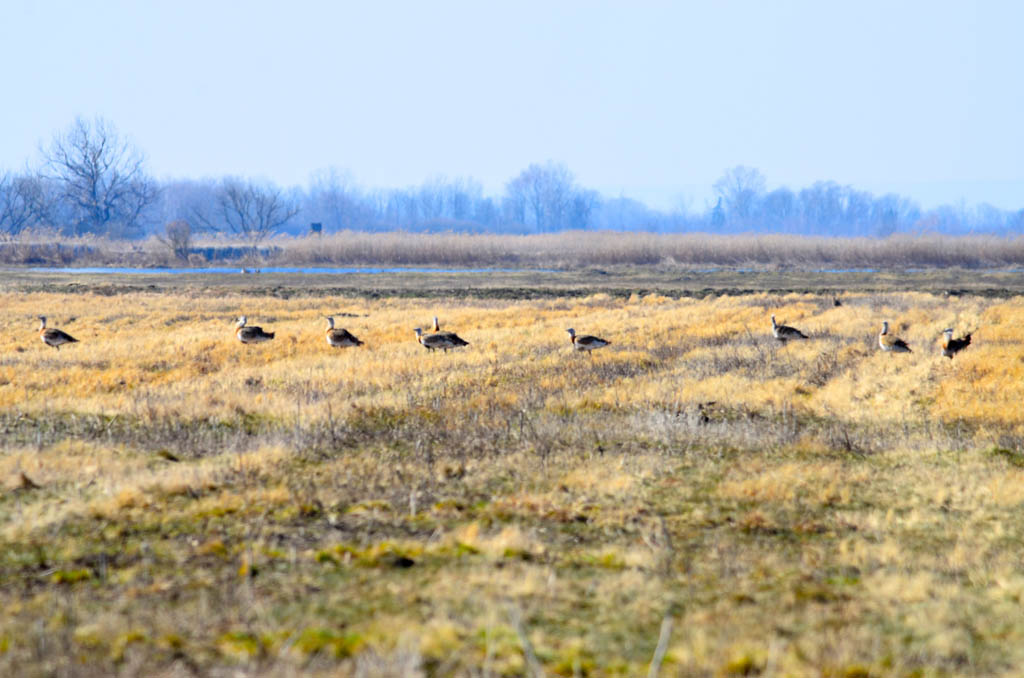
Grandes Outardes à Andau en Autriche dans le site Natura 2000 de Waasen-Hansag.

- 99 zones de protection spéciale (ZPS) pour les oiseaux sur une superficie de 10 236 km2;
- 304 zones spéciales de conservation (ZSC) (dont les pSIC, SIC) pour les habitats et les espèces sur une superficie de 9 381 km2.

La superficie totale est de 12 874 km2, ce qui représente 15,4 % de la surface terrestre du territoire de l'Autriche.

### Belgique

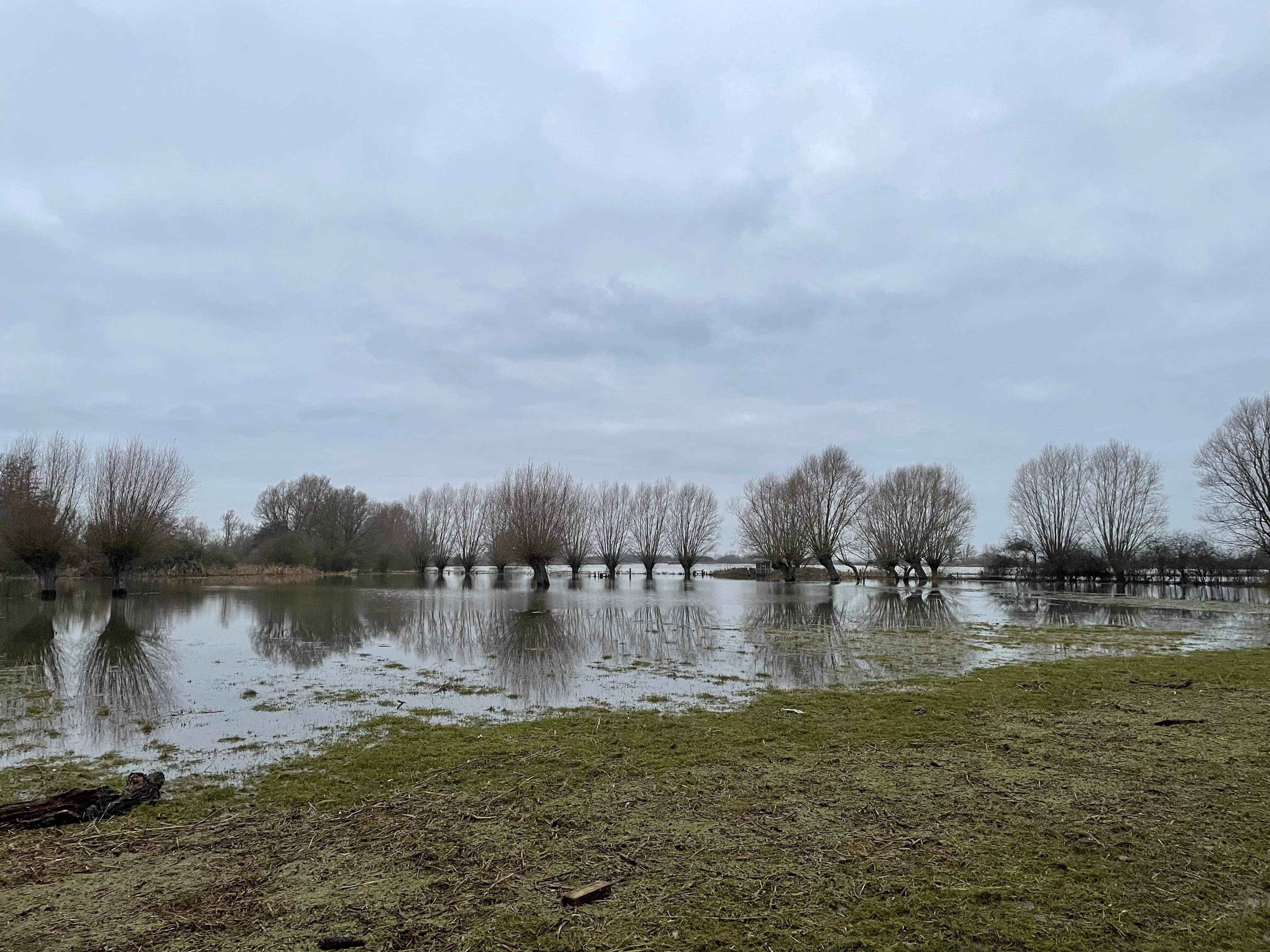
Réserve de Blankaart, dans la vallée de l'Yser.

En décembre 2018, la Belgique comptait 310 sites dont :
- 255 zones de protection spéciale (ZPS) pour les oiseaux sur une superficie de 3 504 km2 ;
- 281 zones spéciales de conservation (ZSC) (dont les pSIC, SIC) pour les habitats et les espèces sur une superficie de 4 409 km2.

La superficie totale est de 5 163 km2, ce qui représente 12,7 % de la surface terrestre et marine du territoire de la Belgique.

### Bulgarie

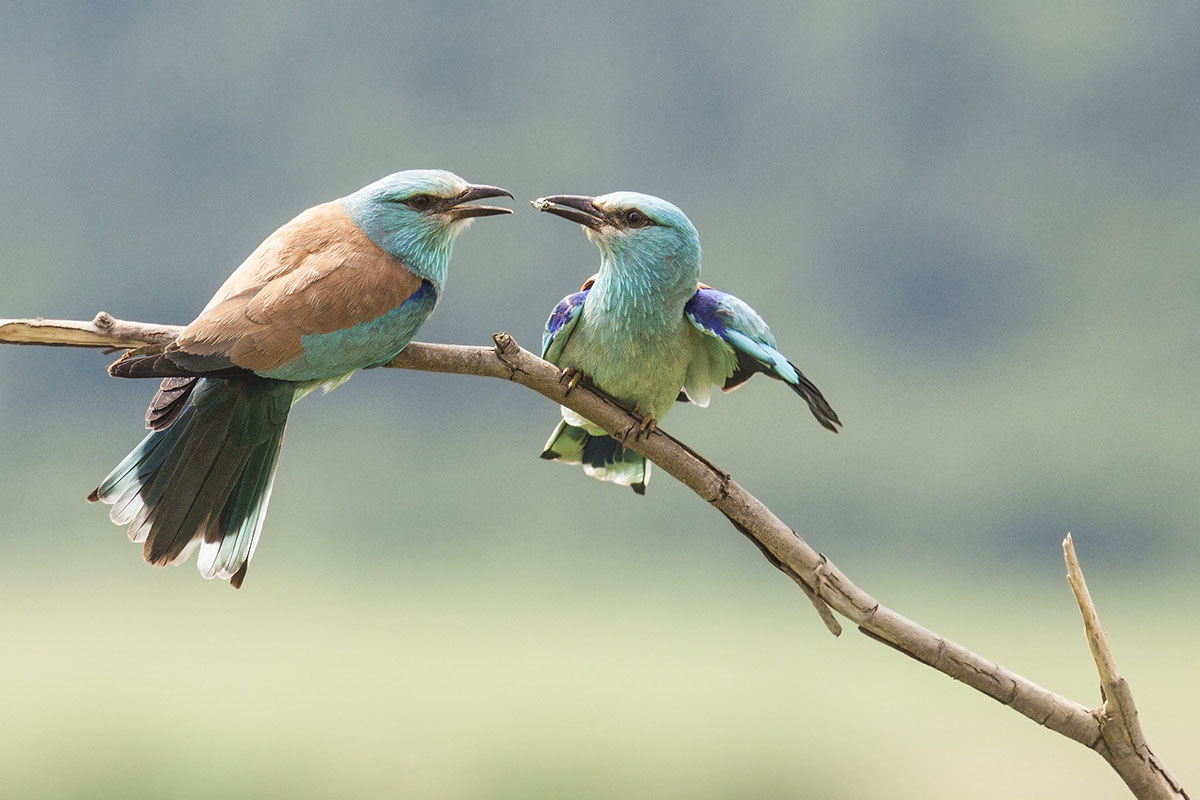
Rollier d'Europe dans le site Natura 2000 "Pont de l'Arda", dans les Rhodopes orientaux, Bulgarie.

En décembre 2018, la Bulgarie comptait 339 sites dont :
- 119 zones de protection spéciale (ZPS) pour les oiseaux sur une superficie de 25 776 km2 ;
- 233 zones spéciales de conservation (ZSC) (dont les pSIC, SIC) pour les habitats et les espèces sur une superficie de 35 740 km2.

La superficie totale est de 41 048 km2, ce qui représente 34,5 % de la surface terrestre et marine du territoire de la Bulgarie.

### Croatie

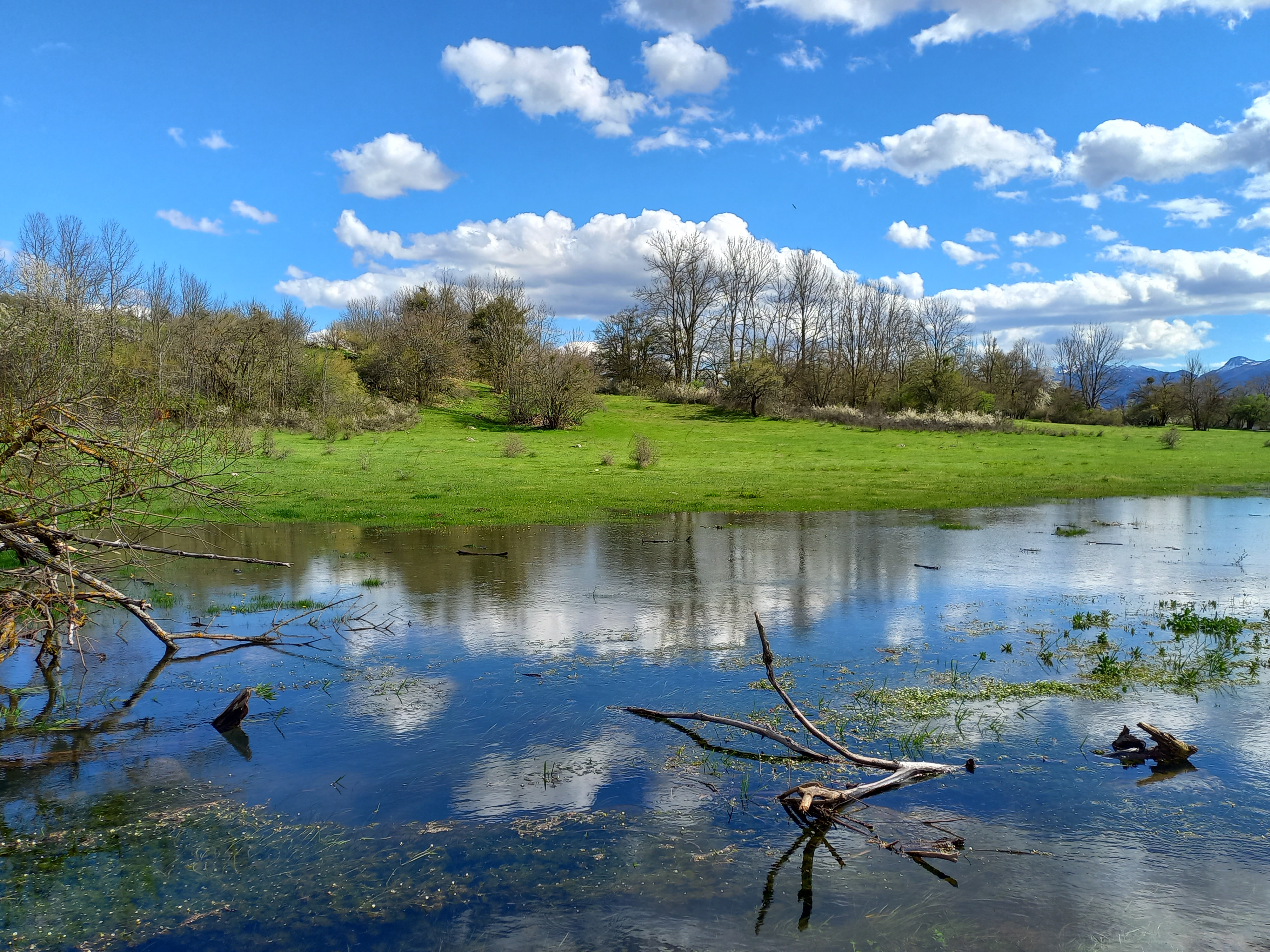
La rivière Jadova, Lika.

En décembre 2018, la Croatie comptait 779 sites dont :
- 38 zones de protection spéciale (ZPS) pour les oiseaux sur une superficie de 18 146 km2 ;
- 741 zones spéciales de conservation (ZSC) (dont les pSIC, SIC) pour les habitats et les espèces sur une superficie de 20 708 km2.

La superficie totale est de 25 690 km2, ce qui représente 36,6 % de la surface terrestre et marine du territoire de la Croatie.

### Chypre

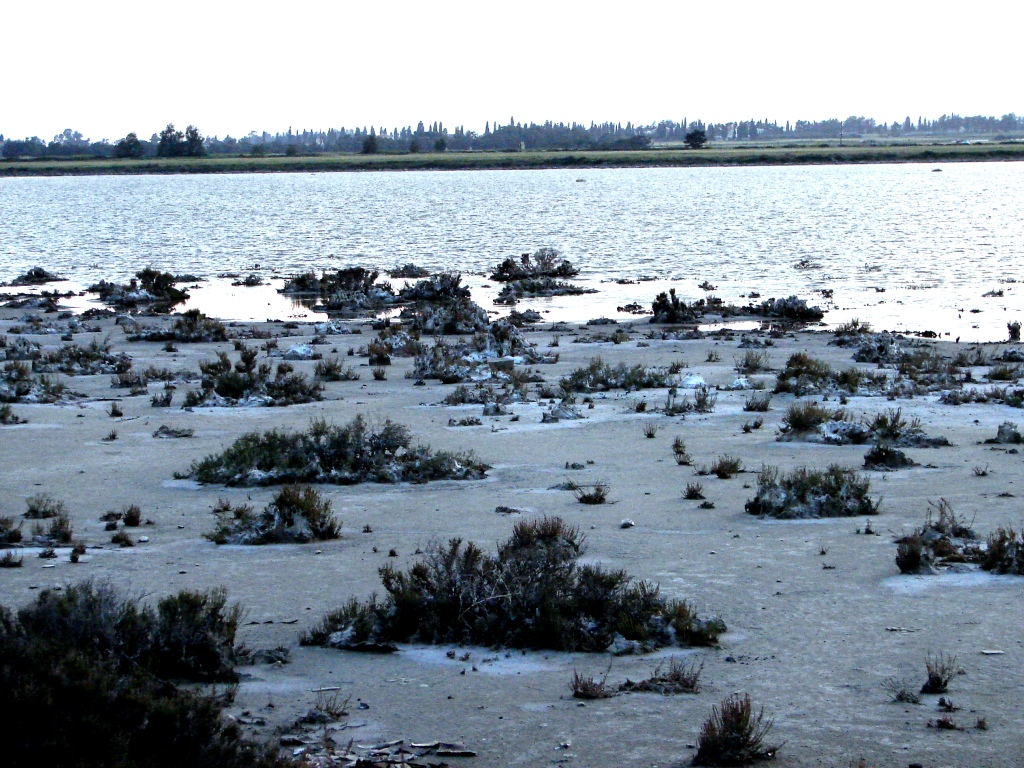
Lac salé de Spyros, derrière l'aéroport international de Larnaca.

En décembre 2018, Chypre comptait 64 sites dont :
- 30 zones de protection spéciale (ZPS) pour les oiseaux sur une superficie de 1 644 km2 ;
- 41 zones spéciales de conservation (ZSC) (dont les pSIC, SIC) pour les habitats et les espèces sur une superficie de 877 km2.

La superficie totale est de 1 785 km2, ce qui représente 28,8 % de la surface terrestre et marine du territoire de Chypre.

### Danemark

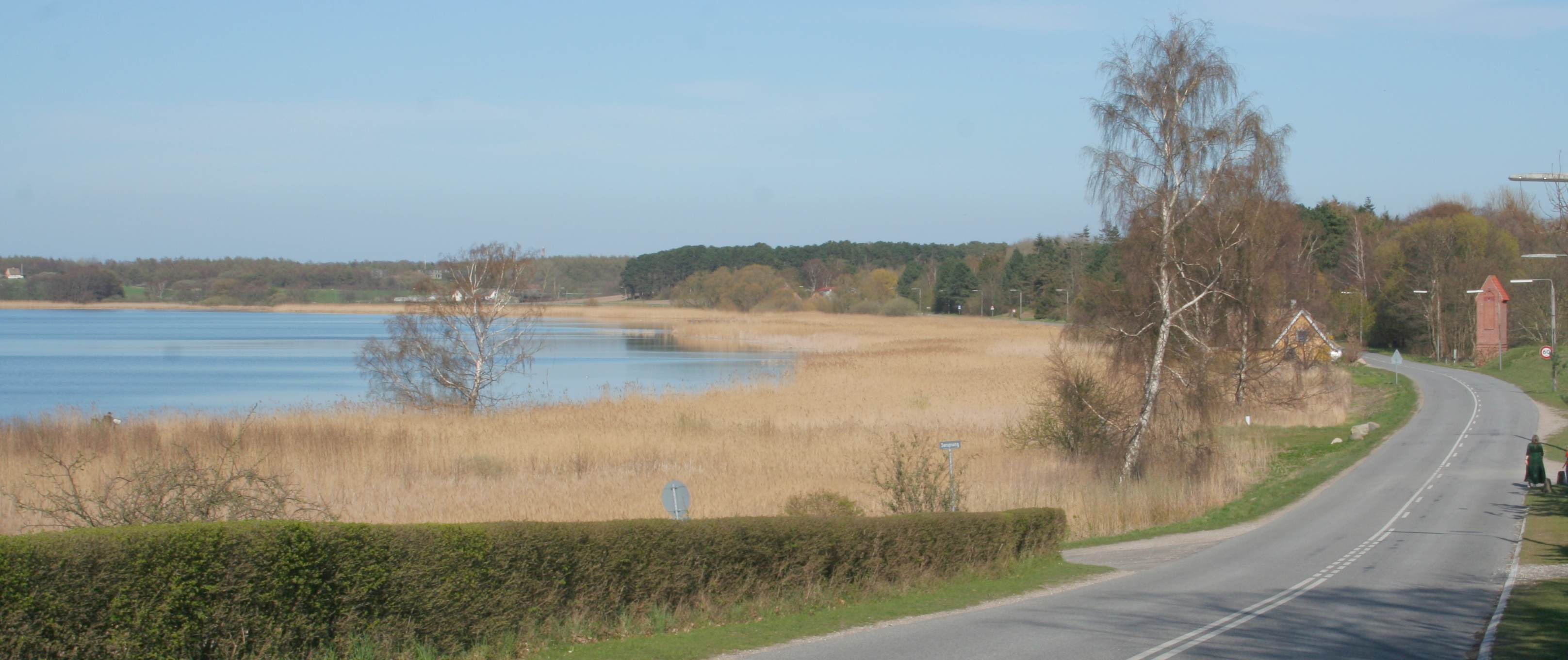
Roselière le long de la rive du lac Arresø.

En décembre 2018, le Danemark comptait 384 sites dont :
- 124 zones de protection spéciale (ZPS) pour les oiseaux sur une superficie de 14 664 km2 ;
- 269 zones spéciales de conservation (ZSC) (dont les pSIC, SIC) pour les habitats et les espèces sur une superficie de 19 781 km2.

La superficie totale est de 22 664 km2, ce qui représente 8,4 % de la surface terrestre et marine du territoire du Danemark.

### Espagne
En décembre 2018, l'Espagne comptait 1 863 sites dont :

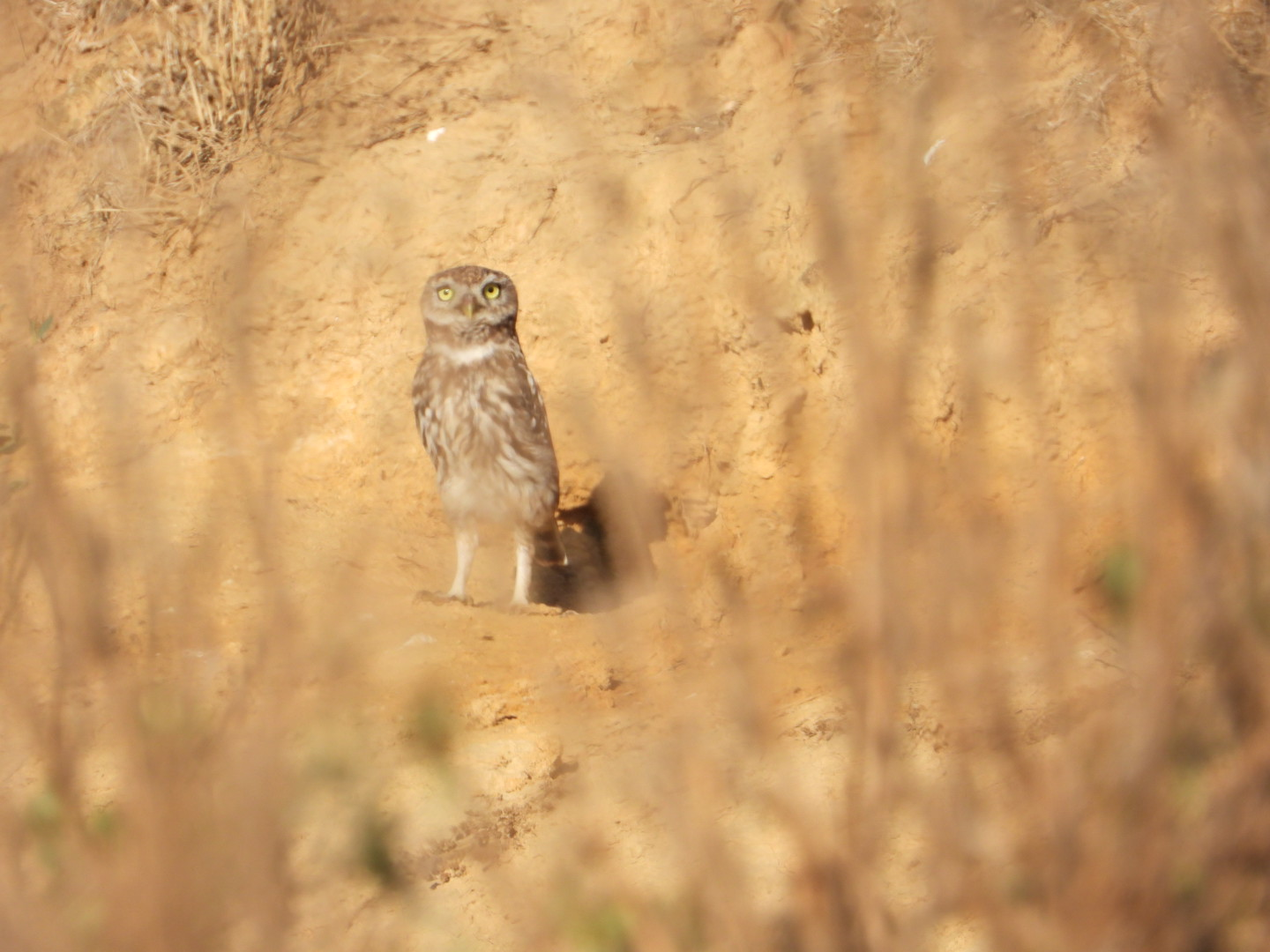
Laguna de la Nava de Fuentes,
Castille-et-León

- 647 zones de protection spéciale (ZPS) pour les oiseaux sur une superficie de 153 566 km2 ;
- 1467 zones spéciales de conservation (ZSC) (dont les pSIC, SIC) pour les habitats et les espèces sur une superficie de 172 473 km2.

La superficie totale est de 222 420 km2, ce qui représente 27,3 % de la surface terrestre et marine du territoire de l'Espagne. C'est le pays qui contribue le plus au réseau Natura 2000, en termes de surface brute.

### Estonie
En décembre 2018, l'Estonie comptait 567 sites dont :

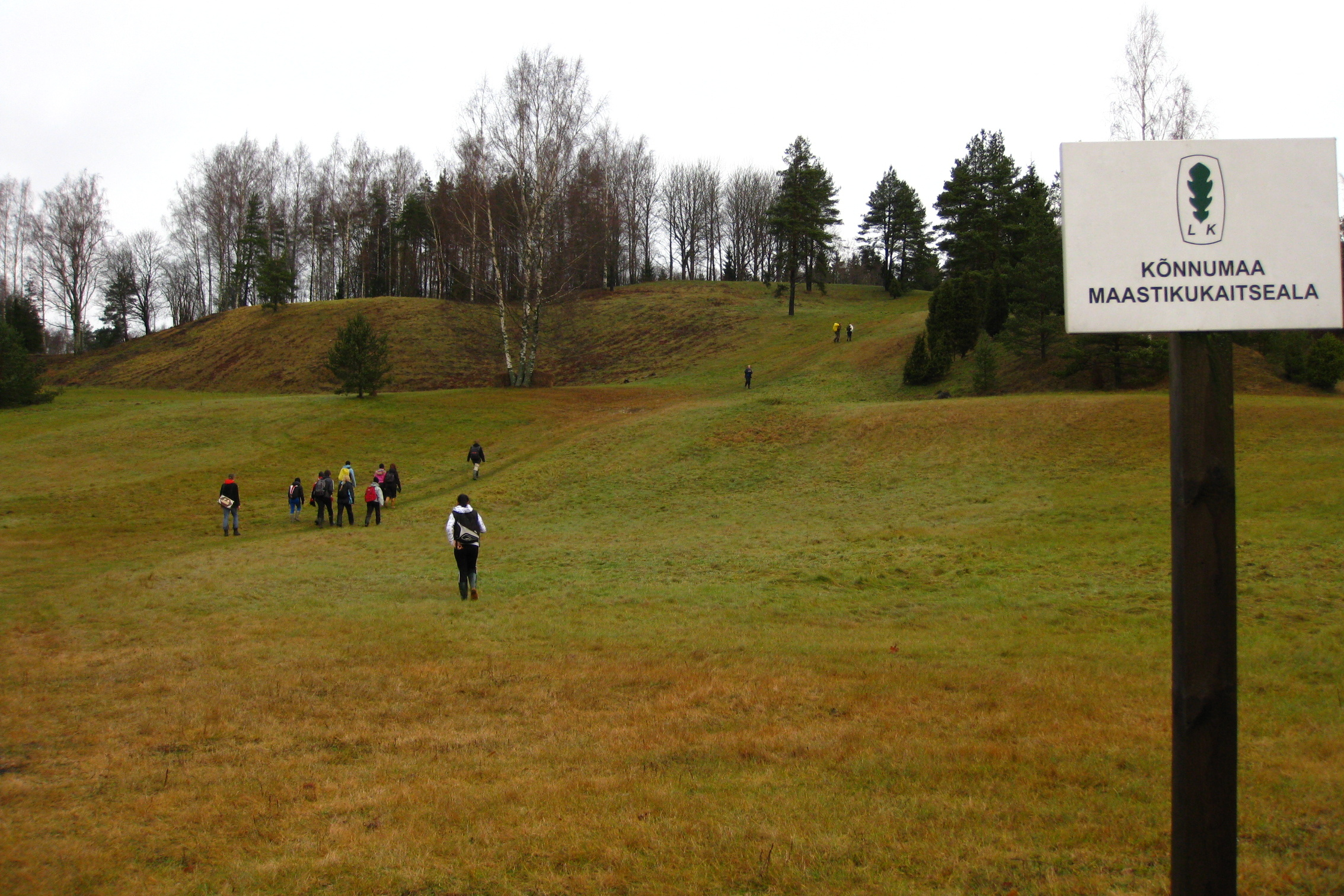
Paluküla Hiiemägi, site naturel sacré et Natura 2000, en 2009

- 66 zones de protection spéciale (ZPS) pour les oiseaux sur une superficie de 12 683 km2 ;
- 541 zones spéciales de conservation (ZSC) (dont les pSIC, SIC) pour les habitats et les espèces sur une superficie de 11 689 km2.

La superficie totale est de 14 861 km2, ce qui représente 17,9 % de la surface terrestre et marine du territoire de l'Estonie.

### Finlande

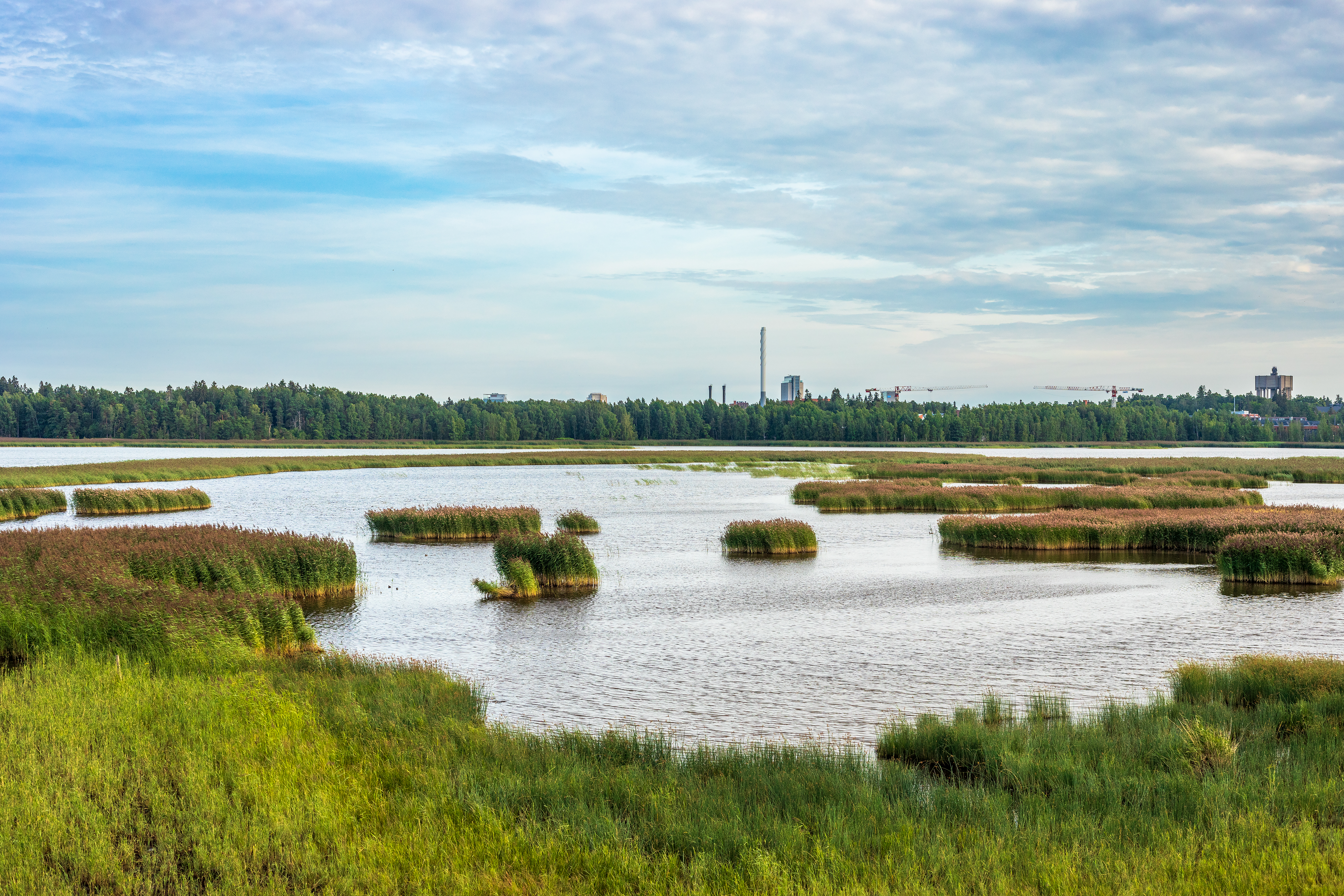
Baie de Laajalahti.

En décembre 2018, la Finlande comptait 1 866 sites dont :
- 470 zones de protection spéciale (ZPS) pour les oiseaux sur une superficie de 31 952 km2 ;
- 1721 zones spéciales de conservation (ZSC) (dont les pSIC, SIC) pour les habitats et les espèces sur une superficie de 49 873 km2.

La superficie totale est de 50 636 km2, ce qui représente 12,6 % de la surface terrestre et marine du territoire de la Finlande.

### France

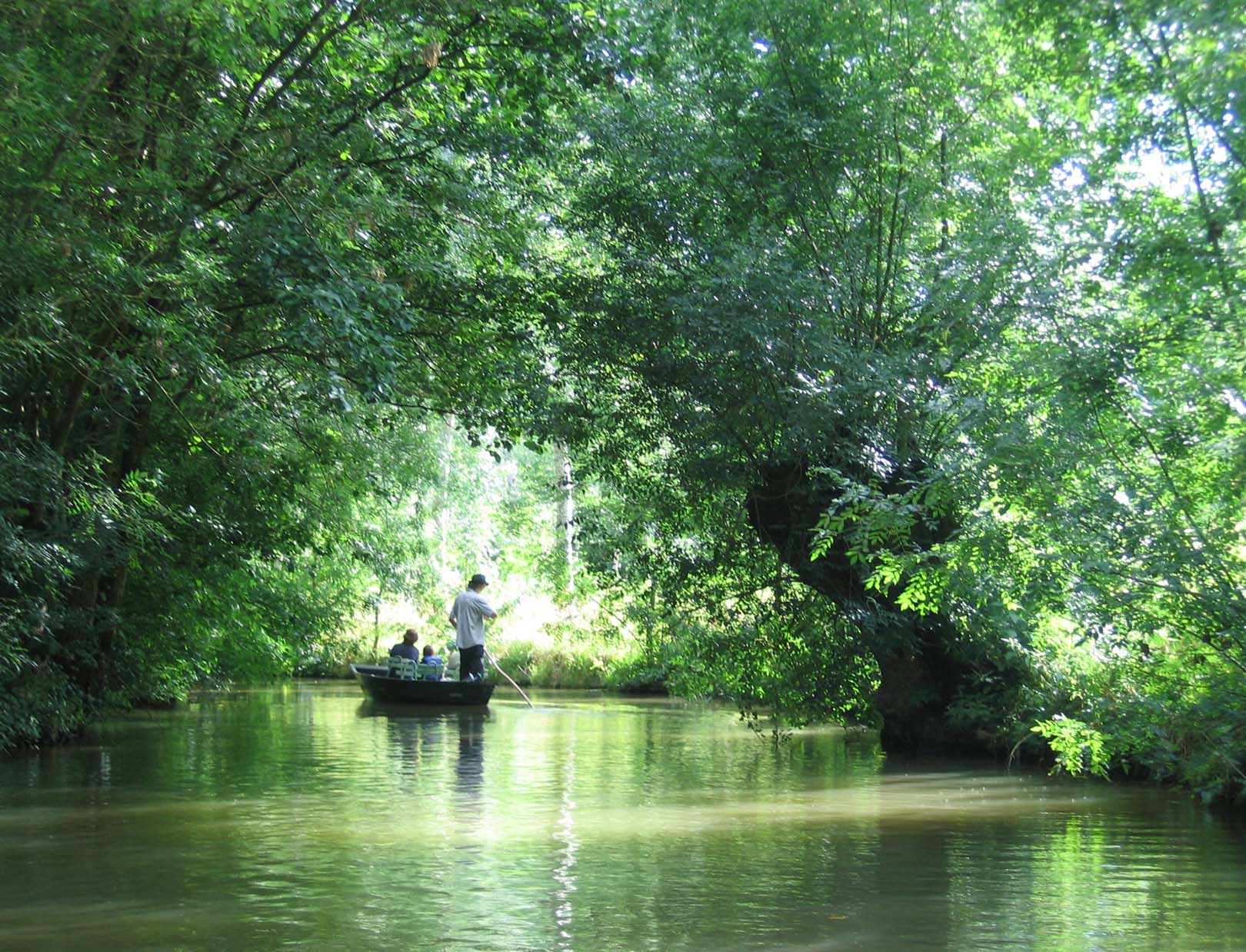
Marais poitevin, France

En décembre 2018, le réseau Natura 2000 compte en France 1 779 sites dont 212 sites marins, comprenant :
- 402 zones de protection spéciale (ZPS) pour les oiseaux ;
- 1 377 zones spéciales de conservation (ZSC) pour les habitats et les espèces.

La superficie totale est de 200 364 km², ce qui représente 12,9 % de la surface terrestre et marine du territoire de la France.

### Grèce

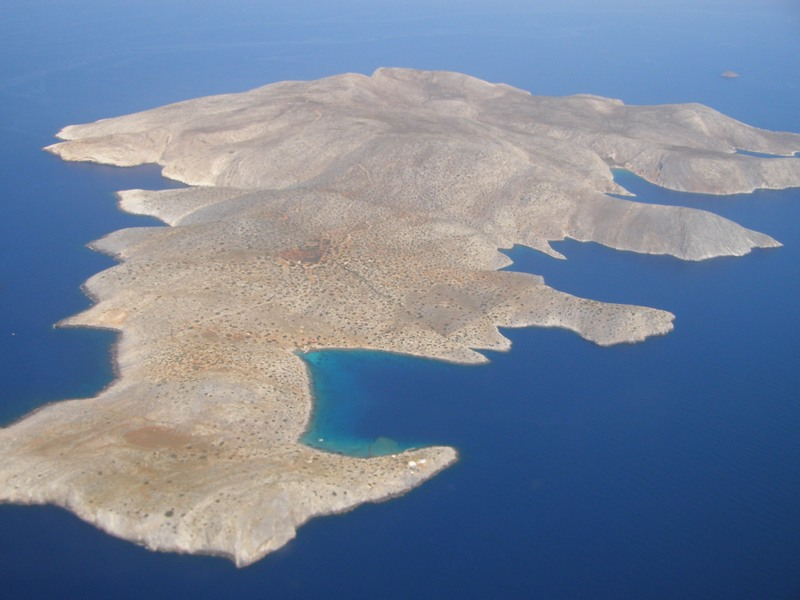
Île de Día.

En décembre 2018, la Grèce comptait 446 sites dont :
- 207 zones de protection spéciale (ZPS) pour les oiseaux sur une superficie de 36 161 km2 ;
- 265 zones spéciales de conservation (ZSC) (dont les pSIC, SIC) pour les habitats et les espèces sur une superficie de 39 440 km2.

La superficie totale est de 58 778 km2, ce qui représente 27,3 % de la surface terrestre et marine du territoire de la Grèce.

### Hongrie

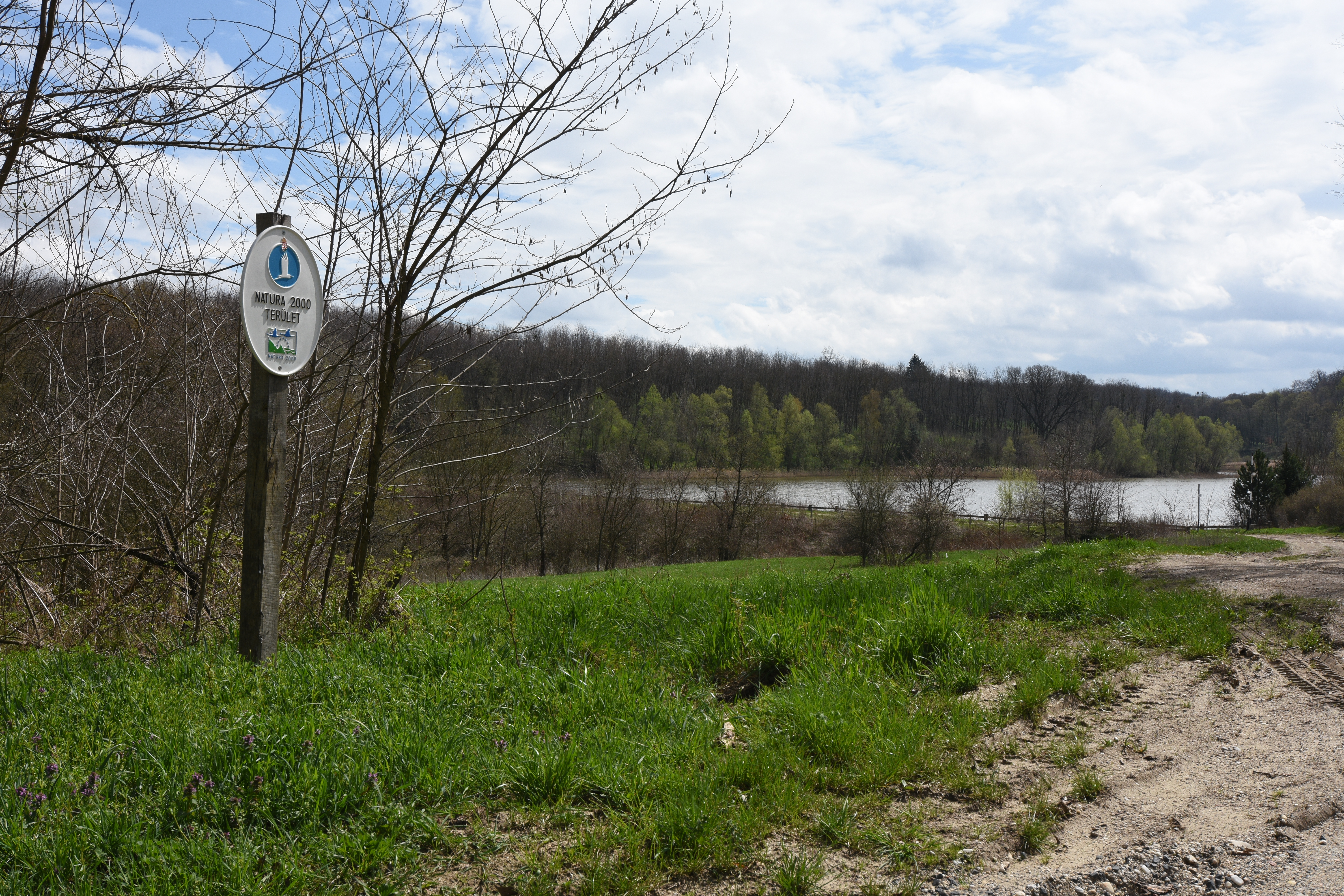
zone refuge pour oiseaux de Döröske

En décembre 2018, la Hongrie comptait 525 sites dont :
- 56 zones de protection spéciale (ZPS) pour les oiseaux sur une superficie de 13 747 km2 ;
- 479 zones spéciales de conservation (ZSC) (dont les pSIC, SIC) pour les habitats et les espèces sur une superficie de 14 442 km2.

La superficie totale est de 19 949 km2, ce qui représente 21,4 % de la surface terrestre du territoire de la Hongrie.

### Irlande
En décembre 2018, l'Irlande comptait 604 sites dont :

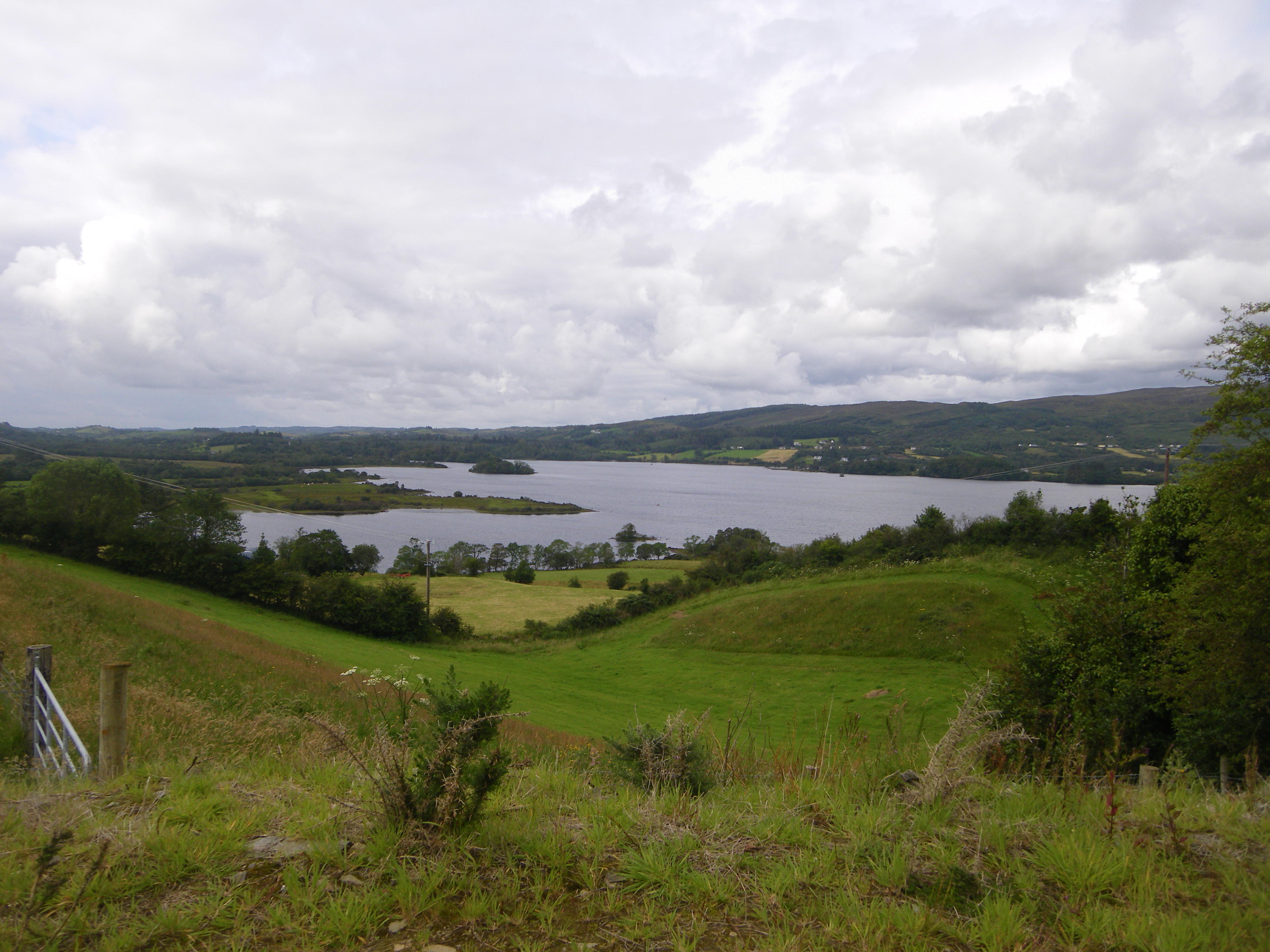
Vue du lough Eske depuis le sud ouest.

- 165 zones de protection spéciale (ZPS) pour les oiseaux sur une superficie de 5 895 km2 ;
- 439 zones spéciales de conservation (ZSC) (dont les pSIC, SIC) pour les habitats et les espèces sur une superficie de 16 950 km2.

La superficie totale est de 19 486 km2, ce qui représente 13,1 % de la surface terrestre et marine du territoire de l'Irlande.

### Italie
En décembre 2018, l'Italie comptait 2 613 sites dont :

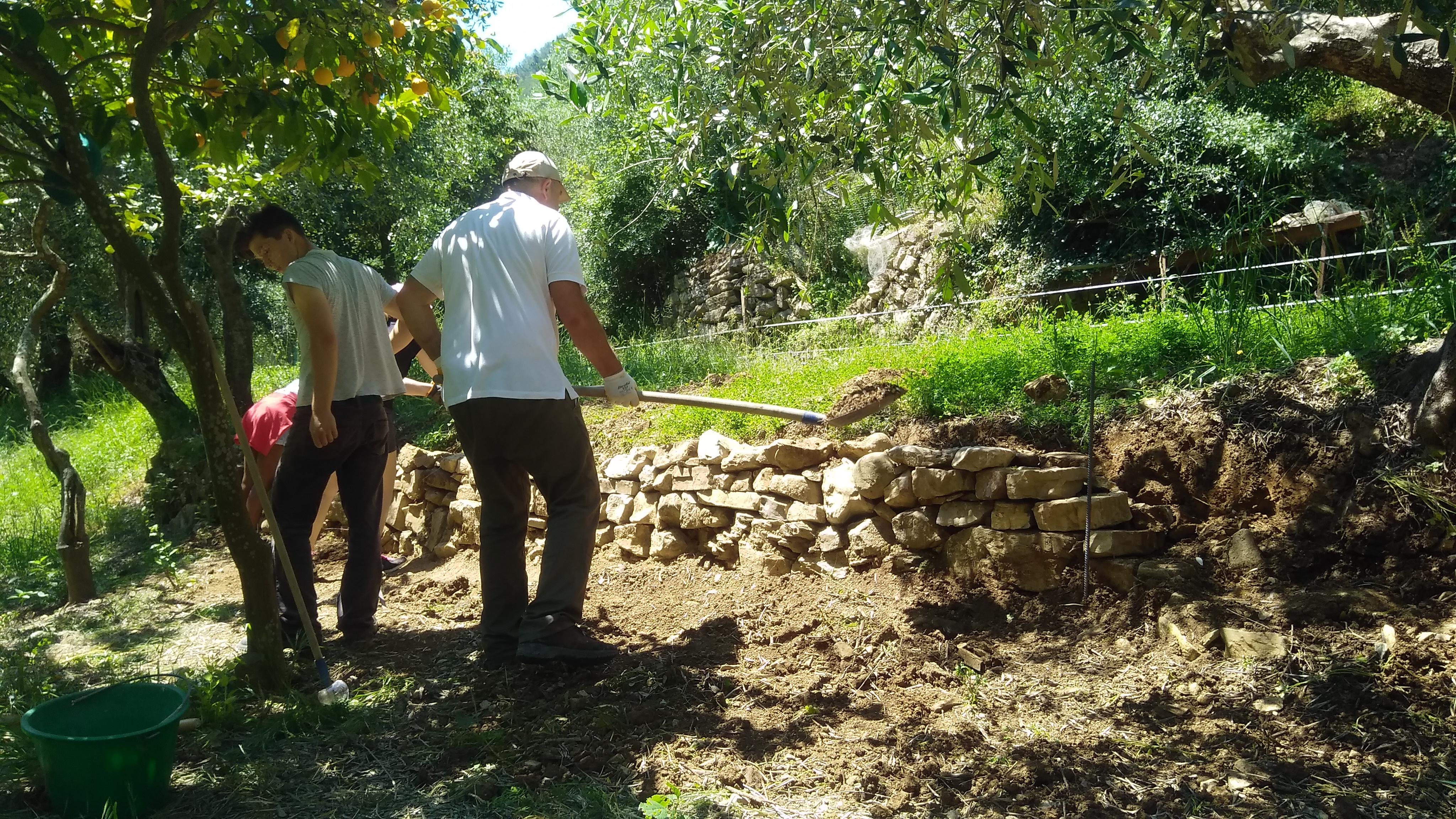
Réparation d'un mur en pierres sèches sur le site Natura 2000 Monte Grammondo - Torrente Bevera

- 613 zones de protection spéciale (ZPS) pour les oiseaux sur une superficie de 44 132 km2 ;
- 2335 zones spéciales de conservation (ZSC) (dont les pSIC, SIC) pour les habitats et les espèces sur une superficie de 48 699 km2.

La superficie totale est de 64 124 km2, ce qui représente 19 % de la surface terrestre et marine du territoire de l'Italie.

### Lettonie

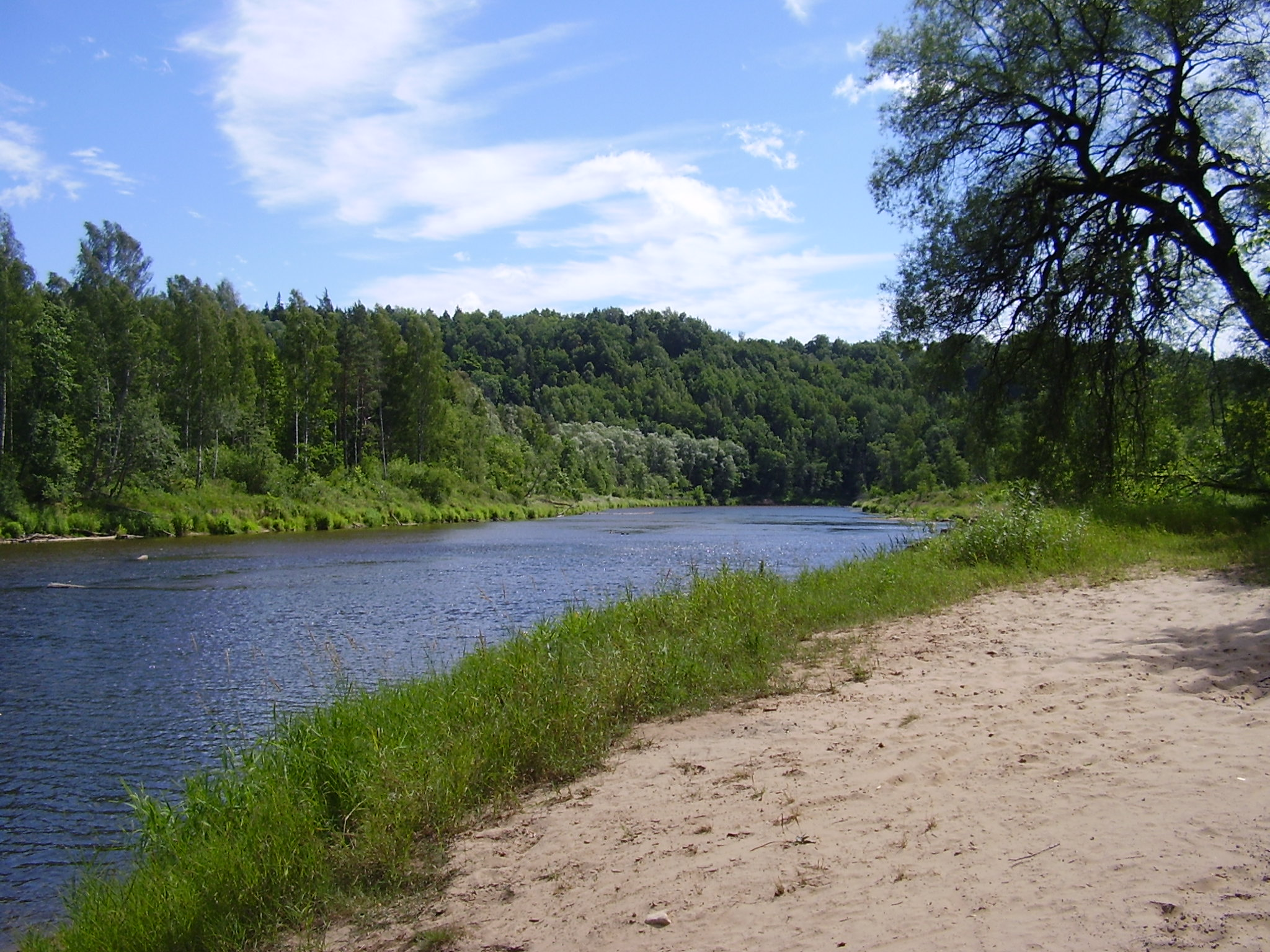
Parc national de la Gauja, classé Natura 2000, comme tous les parcs nationaux du pays.

En décembre 2018, la Lettonie comptait 333 sites dont :
- 98 zones de protection spéciale (ZPS) pour les oiseaux sur une superficie de 10 890 km2 ;
- 329 zones spéciales de conservation (ZSC) (dont les pSIC, SIC) pour les habitats et les espèces sur une superficie de 10 085 km2.

La superficie totale est de 11 834 km2, ce qui représente 11,5 % de la surface terrestre et marine du territoire de la Lettonie.

### Lituanie

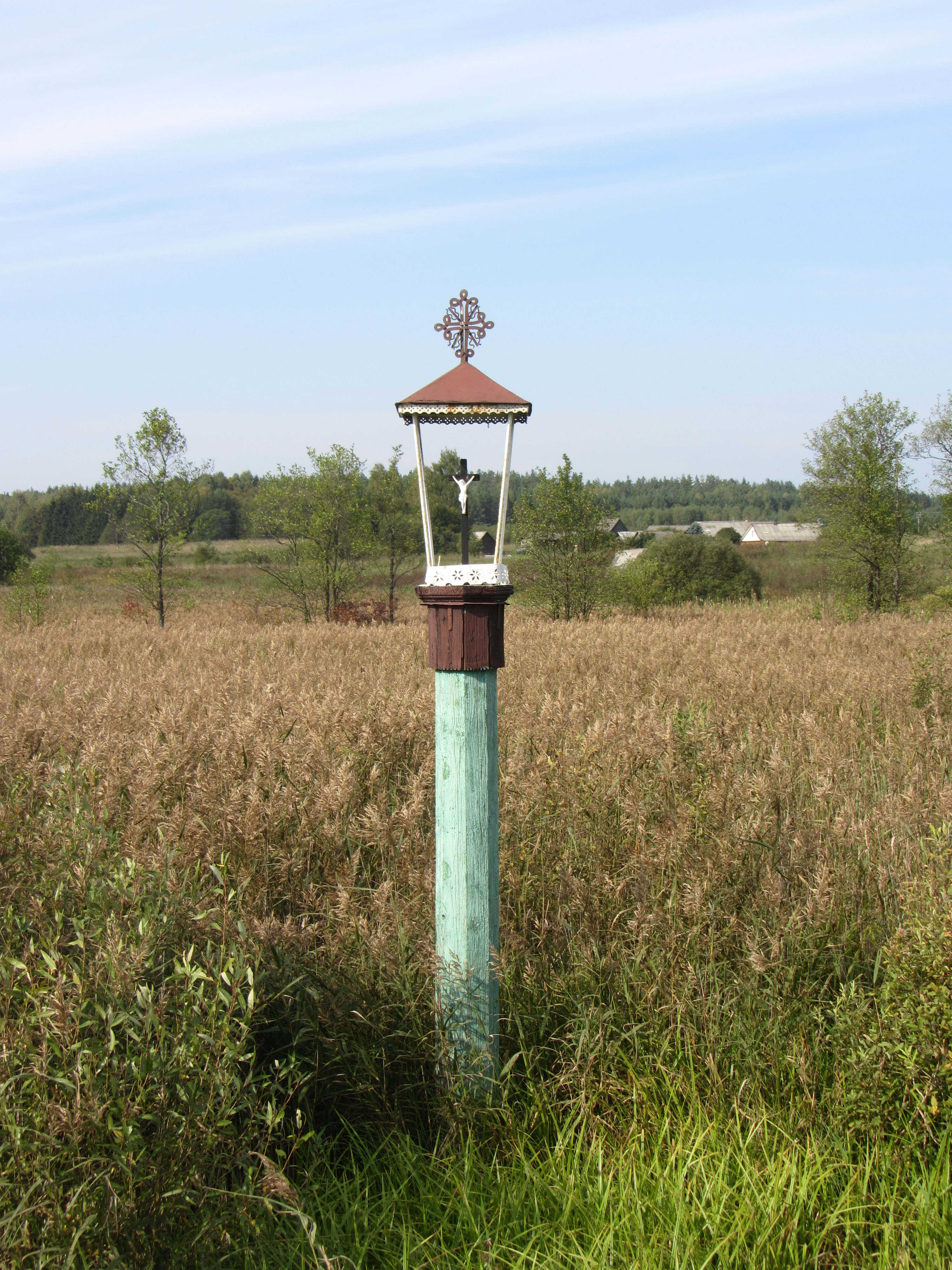
zone humide (roselière) de Labanoras.

En décembre 2018, la Lituanie comptait 556 sites dont :
- 84 zones de protection spéciale (ZPS) pour les oiseaux sur une superficie de 6 586 km2 ;
- 481 zones spéciales de conservation (ZSC) (dont les pSIC, SIC) pour les habitats et les espèces sur une superficie de 7 246 km2.

La superficie totale est de 9 649 km2, ce qui représente 12,4 % de la surface terrestre et marine du territoire de la Lituanie.

### Luxembourg

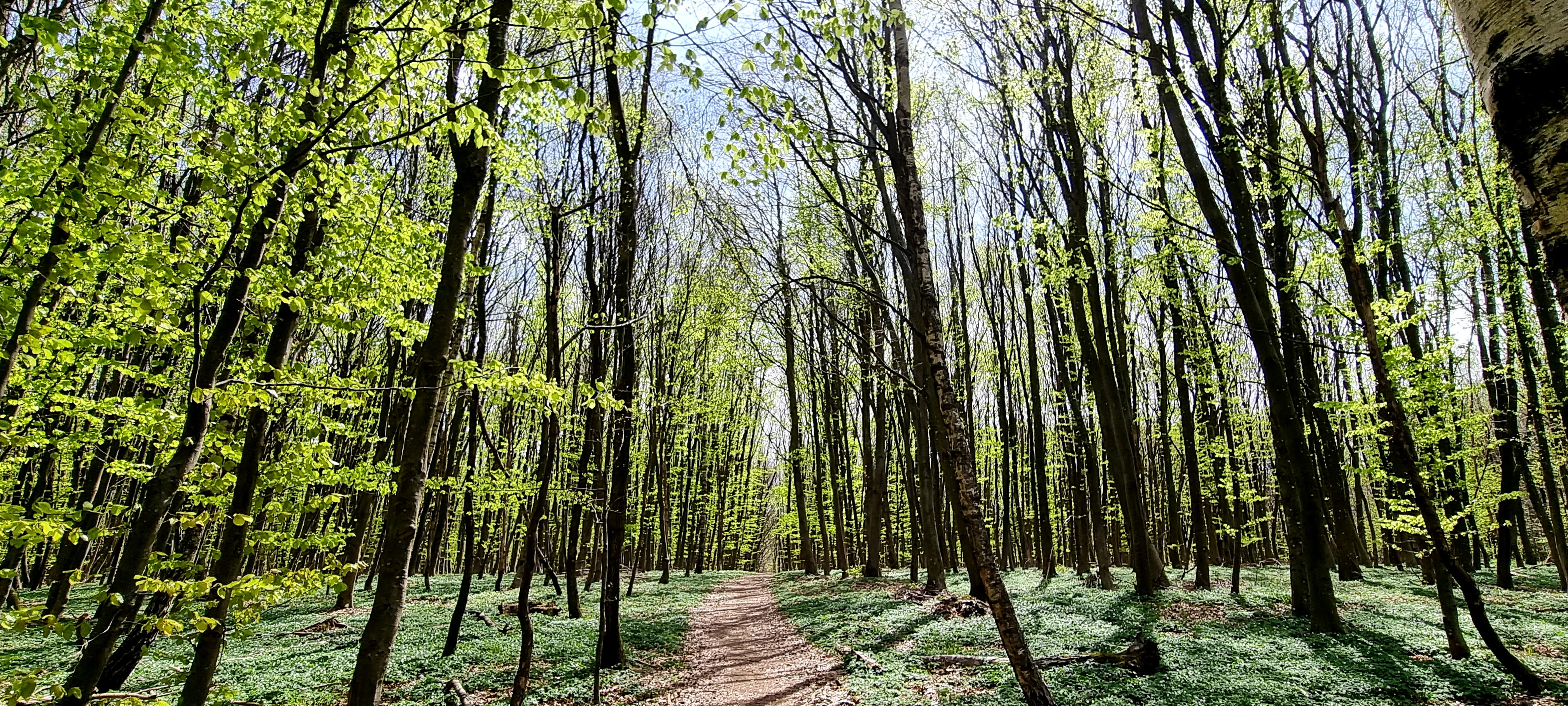
Grünewald.

En décembre 2018, le Luxembourg comptait 66 sites dont :
- 18 zones de protection spéciale (ZPS) pour les oiseaux sur une superficie de 418 km2 ;
- 48 zones spéciales de conservation (ZSC) (dont les pSIC, SIC) pour les habitats et les espèces sur une superficie de 416 km2.

La superficie totale est de 702 km2, ce qui représente 27 % de la surface terrestre du territoire du Luxembourg.

### Malte

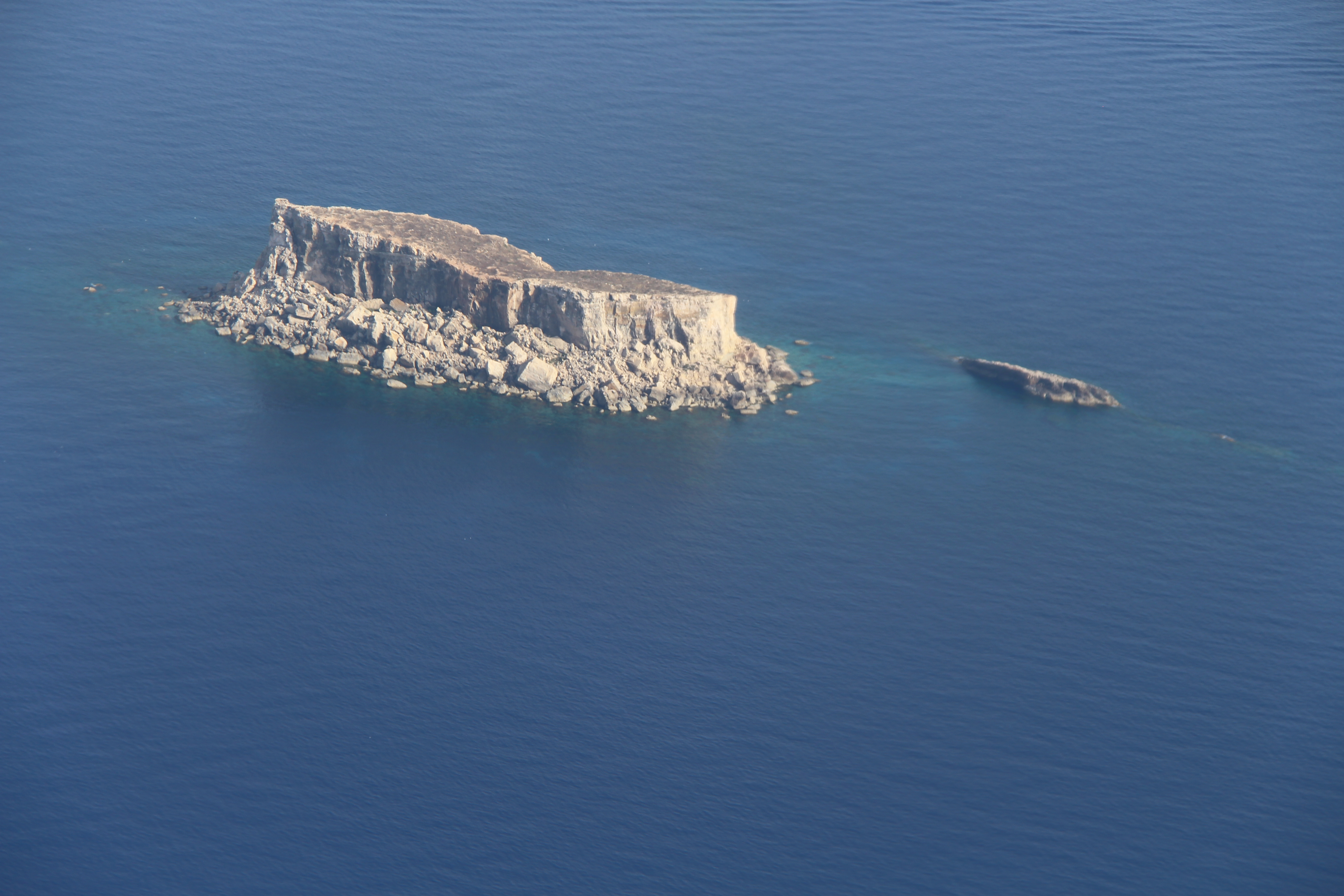
Filfla et Filfoletta

En décembre 2018, Malte comptait 52 sites dont :
- 21 zones de protection spéciale (ZPS) pour les oiseaux sur une superficie de 3 237 km2 ;
- 37 zones spéciales de conservation (ZSC) (dont les pSIC, SIC) pour les habitats et les espèces sur une superficie de 2 323 km2.

La superficie totale est de 4 183 km2, ce qui représente 13,3 % de la surface terrestre (316 km2) et marine du territoire de Malte.

### Pays-Bas

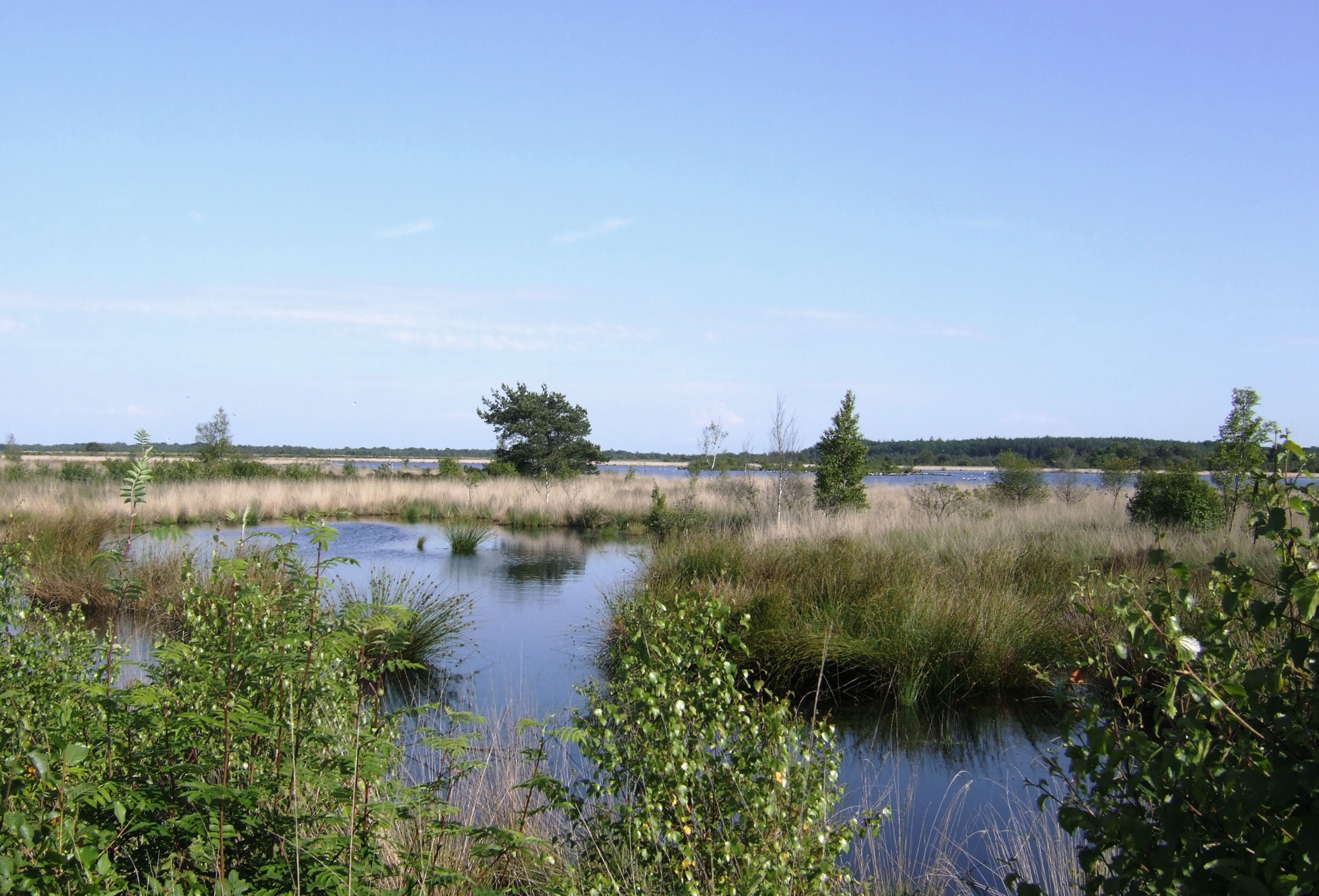
Parc national Drents-Friese Wold

En décembre 2018, les Pays-Bas comptait 196 sites dont :
- 77 zones de protection spéciale (ZPS) pour les oiseaux sur une superficie de 13 397 km2 ;
- 139 zones spéciales de conservation (ZSC) (dont les pSIC, SIC) pour les habitats et les espèces sur une superficie de 15 213 km2.

La superficie totale est de 20 605 km2, ce qui représente 13,3 % de la surface terrestre et marine du territoire des Pays-Bas.

### Pologne

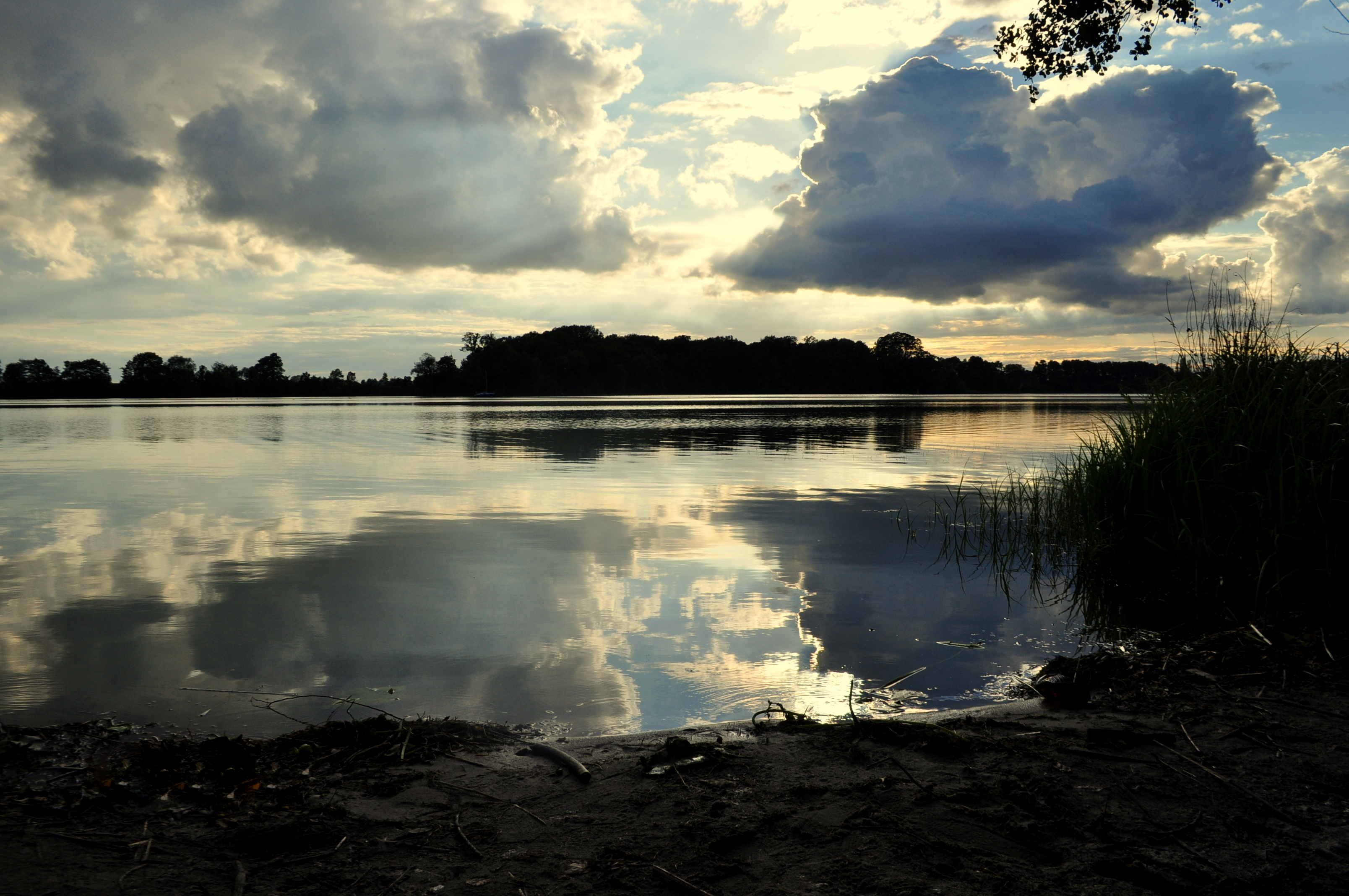
Lac Gopło protégé par un parc paysager, une réserve naturelle et site Natura 2000.

En décembre 2018, la Pologne comptait 987 sites dont :
- 145 zones de protection spéciale (ZPS) pour les oiseaux sur une superficie de 55 617 km2 ;
- 849 zones spéciales de conservation (ZSC) (dont les pSIC, SIC) pour les habitats et les espèces sur une superficie de 38 526 km2.

La superficie totale est de 68 401 km2, ce qui représente 19,6 % de la surface terrestre et marine du territoire de la Pologne.

### Portugal

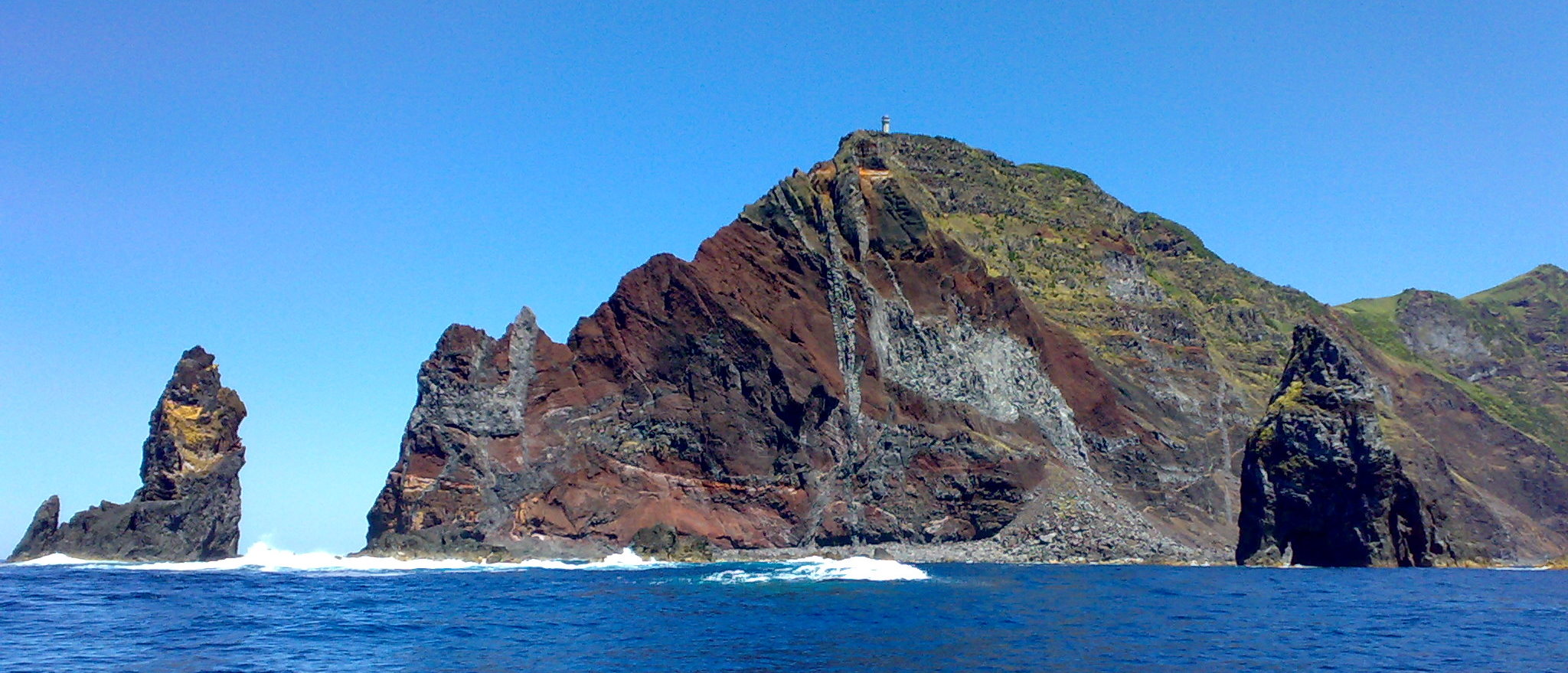
Ponta dos Rosais, aux Açores.

En décembre 2018, le Portugal comptait 166 sites dont :
- 62 zones de protection spéciale (ZPS) pour les oiseaux sur une superficie de 17 952 km2 ;
- 107 zones spéciales de conservation (ZSC) (dont les pSIC, SIC) pour les habitats et les espèces sur une superficie de 46 598 km2.

La superficie totale est de 57 062 km2, ce qui représente 20,7 % de la surface terrestre et marine du territoire du Portugal.

### République tchèque

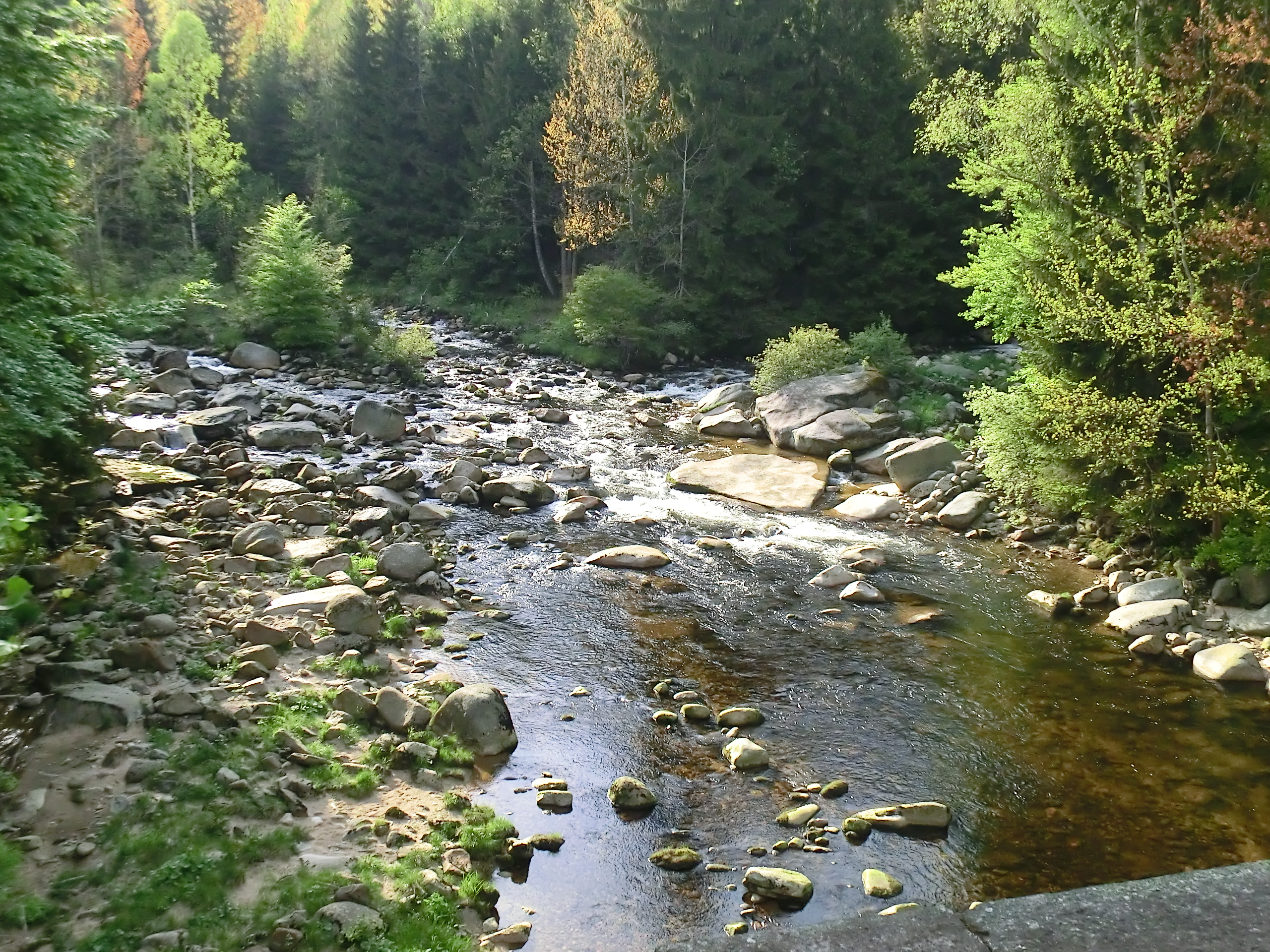
La Jizera à proximité de sa source

En décembre 2018, la République tchèque comptait 1 153 sites dont :
- 41 zones de protection spéciale (ZPS) pour les oiseaux sur une superficie de 7 035 km2 ;
- 1112 zones spéciales de conservation (ZSC) (dont les pSIC, SIC) pour les habitats et les espèces sur une superficie de 7 951 km2.
- La superficie totale est de 11 148 km2, ce qui représente 14,1 % de la surface terrestre du territoire de la République tchèque[34].

### Roumanie

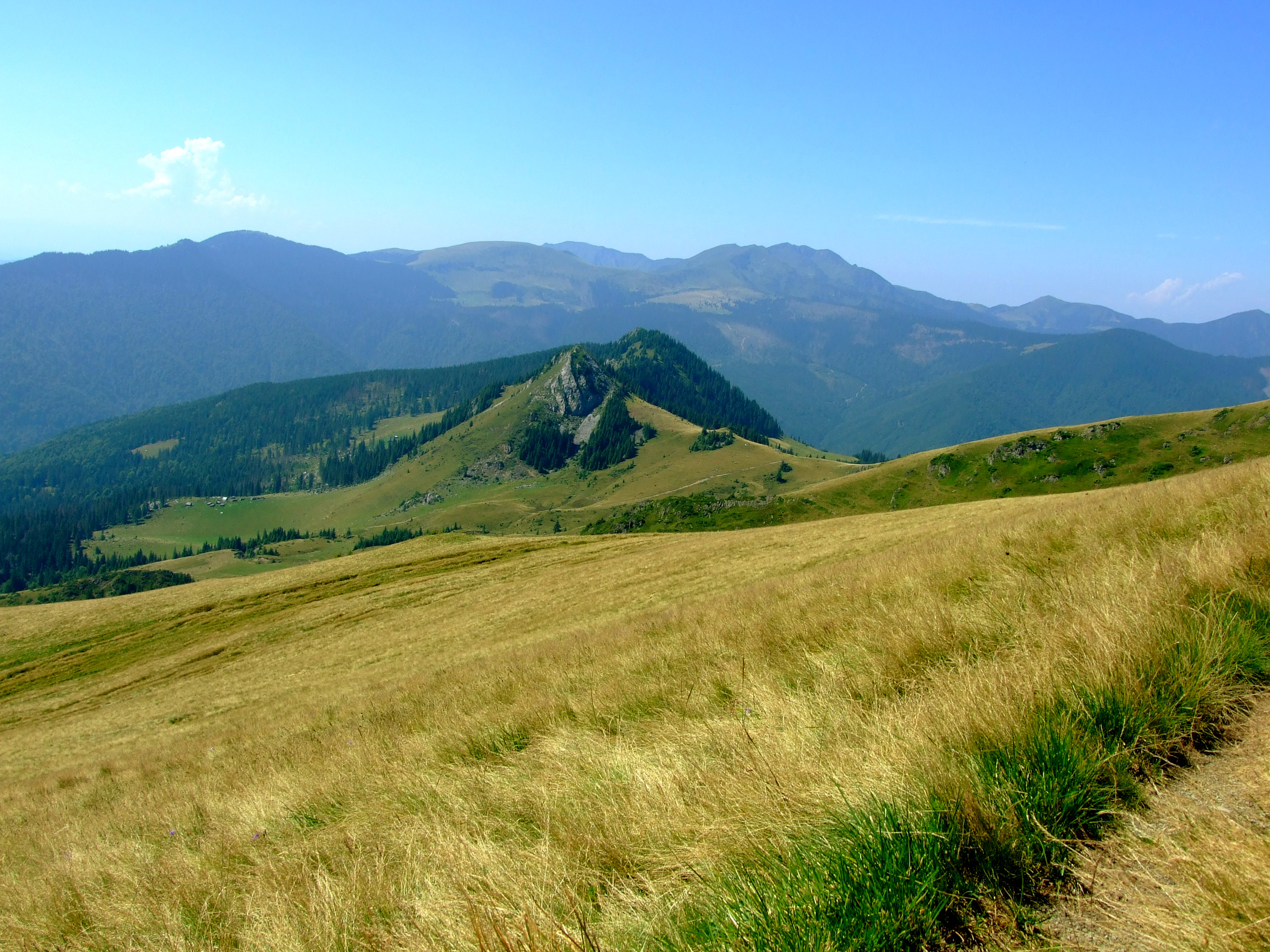
Parc naturel Monts Maramureș

En décembre 2018, la Roumanie comptait 606 sites dont :
- 171 zones de protection spéciale (ZPS) pour les oiseaux sur une superficie de 38 748 km2 ;
- 435 zones spéciales de conservation (ZSC) (dont les pSIC, SIC) pour les habitats et les espèces sur une superficie de 46 498 km2.
- La superficie totale est de 60 577 km2, ce qui représente 22,7 % de la surface terrestre et marine du territoire de la Roumanie[34].

### Royaume-Uni

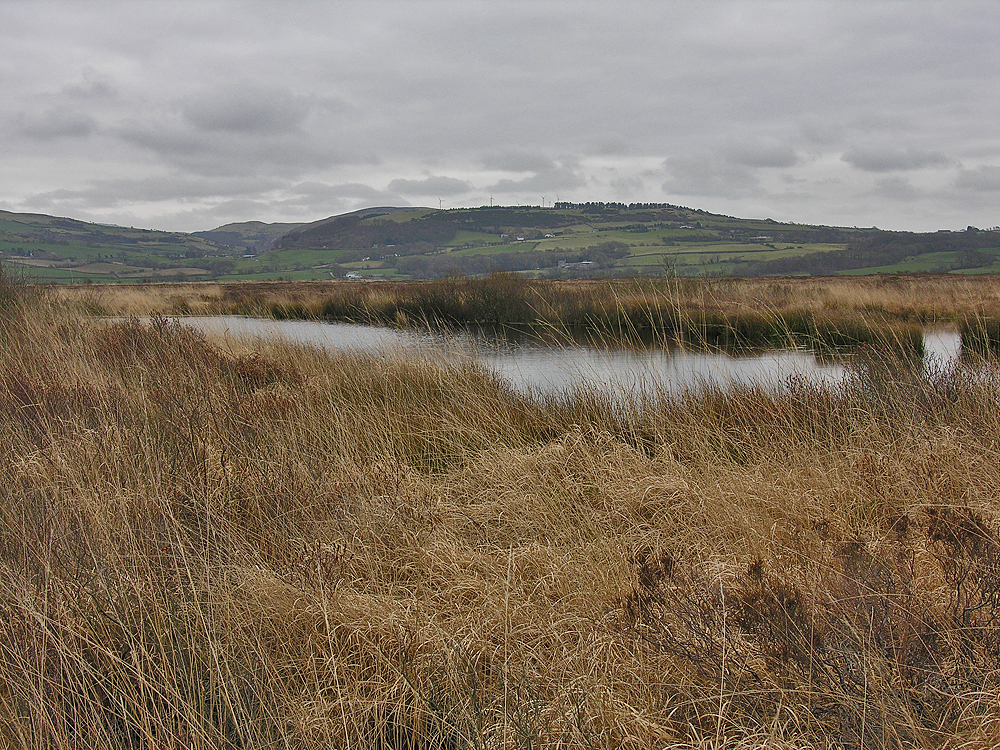
Tourbière bombée de Cors Fochno au Pays de Galles.

En décembre 2018, le Royaume-Uni comptait 934 sites dont :
- 276 zones de protection spéciale (ZPS) pour les oiseaux sur une superficie de 37 597 km2 ;
- 660 zones spéciales de conservation (ZSC) (dont les pSIC, SIC) pour les habitats et les espèces sur une superficie de 134 921 km2.
- La superficie totale est de 153 137 km2, ce qui représente 8,6 % de la surface terrestre et marine du territoire du Royaume-Uni[34].

Le Royaume-Uni a quitté l'Union européenne, à la suite d'un processus (Brexit), débuté en 2016. Le pays ne soumet plus de rapports de l'état de conservation de ses sites depuis 2017. Les sites Natura 2000 du Royaume-Uni rejoignent, par la suite, le réseau émeraude.

### Slovaquie

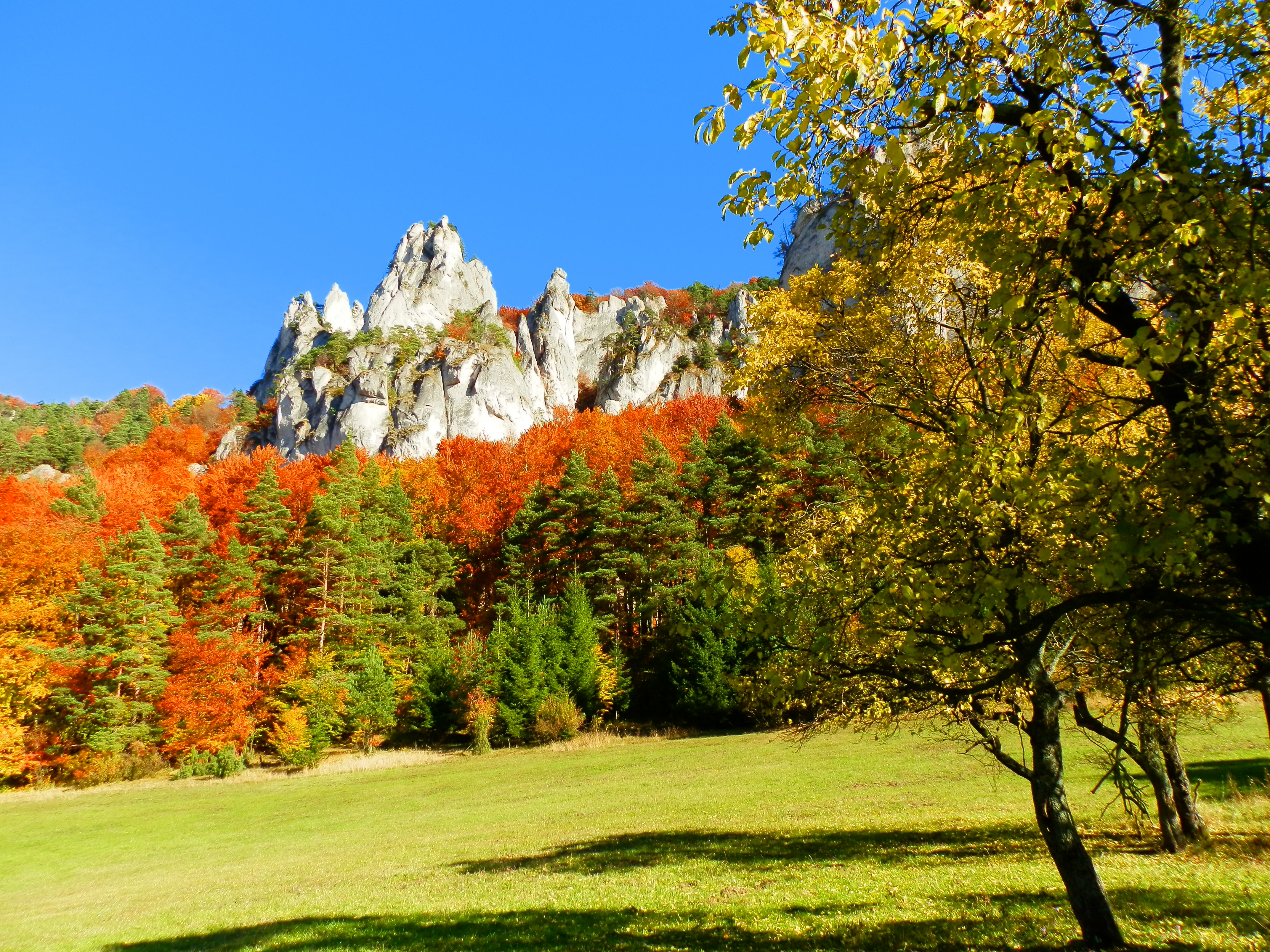
Couleurs d'automne à Súľovské skaly.

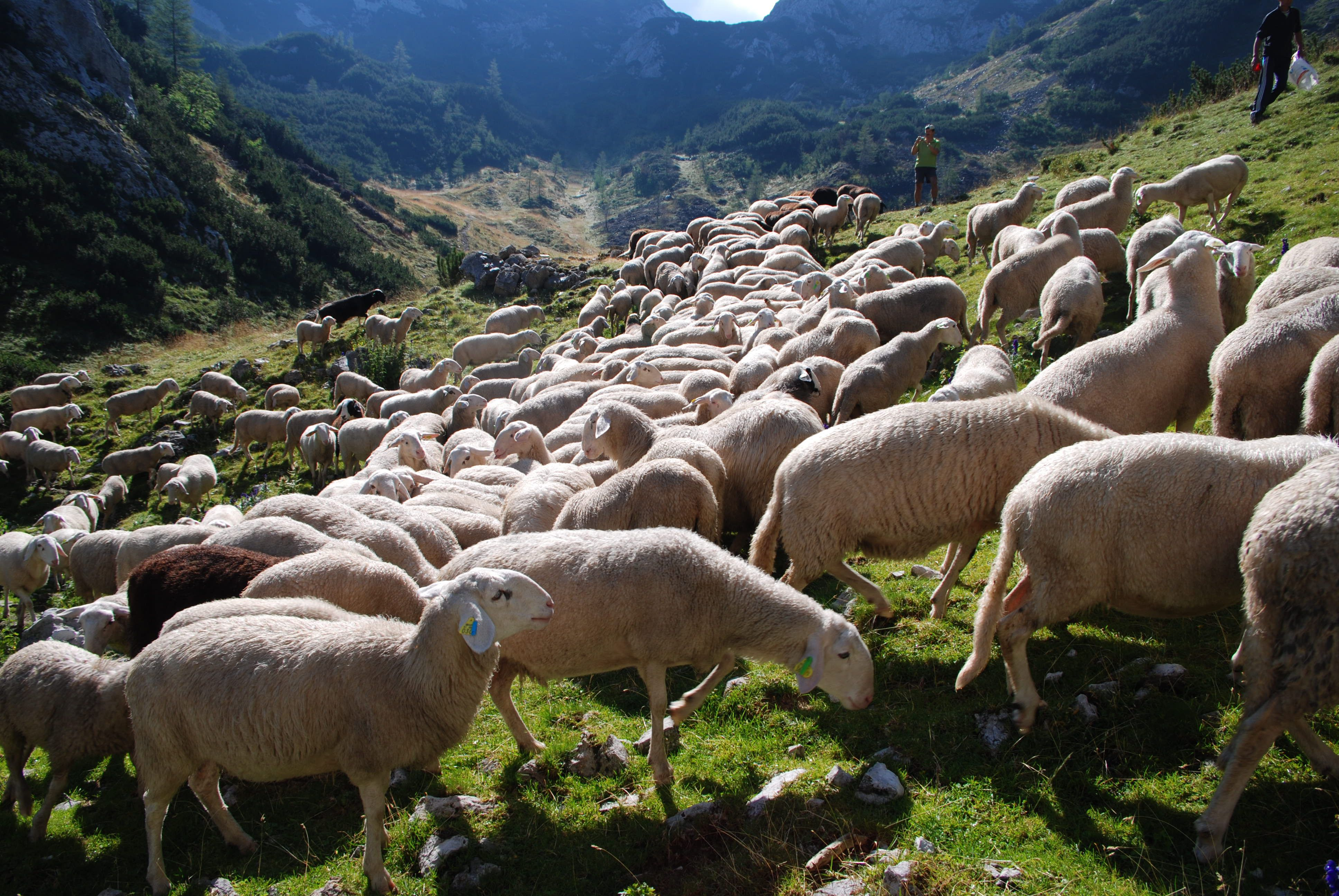
Pâturage ovin dans les Alpes kamniques.

En décembre 2018, la Slovaquie comptait 683 sites| dont :
- 41 zones de protection spéciale (ZPS) pour les oiseaux sur une superficie de 13 105 km2 ;
- 642 zones spéciales de conservation (ZSC) (dont les pSIC, SIC) pour les habitats et les espèces sur une superficie de 6 151 km2.
- La superficie totale est de 14 633 km2, ce qui représente 30 % de la surface terrestre du territoire de la Slovaquie[34].

### Slovénie
En décembre 2018, la Slovénie comptait 355 |sites dont :
- 31 zones de protection spéciale (ZPS) pour les oiseaux sur une superficie de 5 075 km2 ;
- 324 zones spéciales de conservation (ZSC) (dont les pSIC, SIC) pour les habitats et les espèces sur une superficie de 6 638 km2.
- La superficie totale est de 7 682 km2, ce qui représente 37,8 % de la surface terrestre et marine du territoire de la Slovénie[34].

### Suède

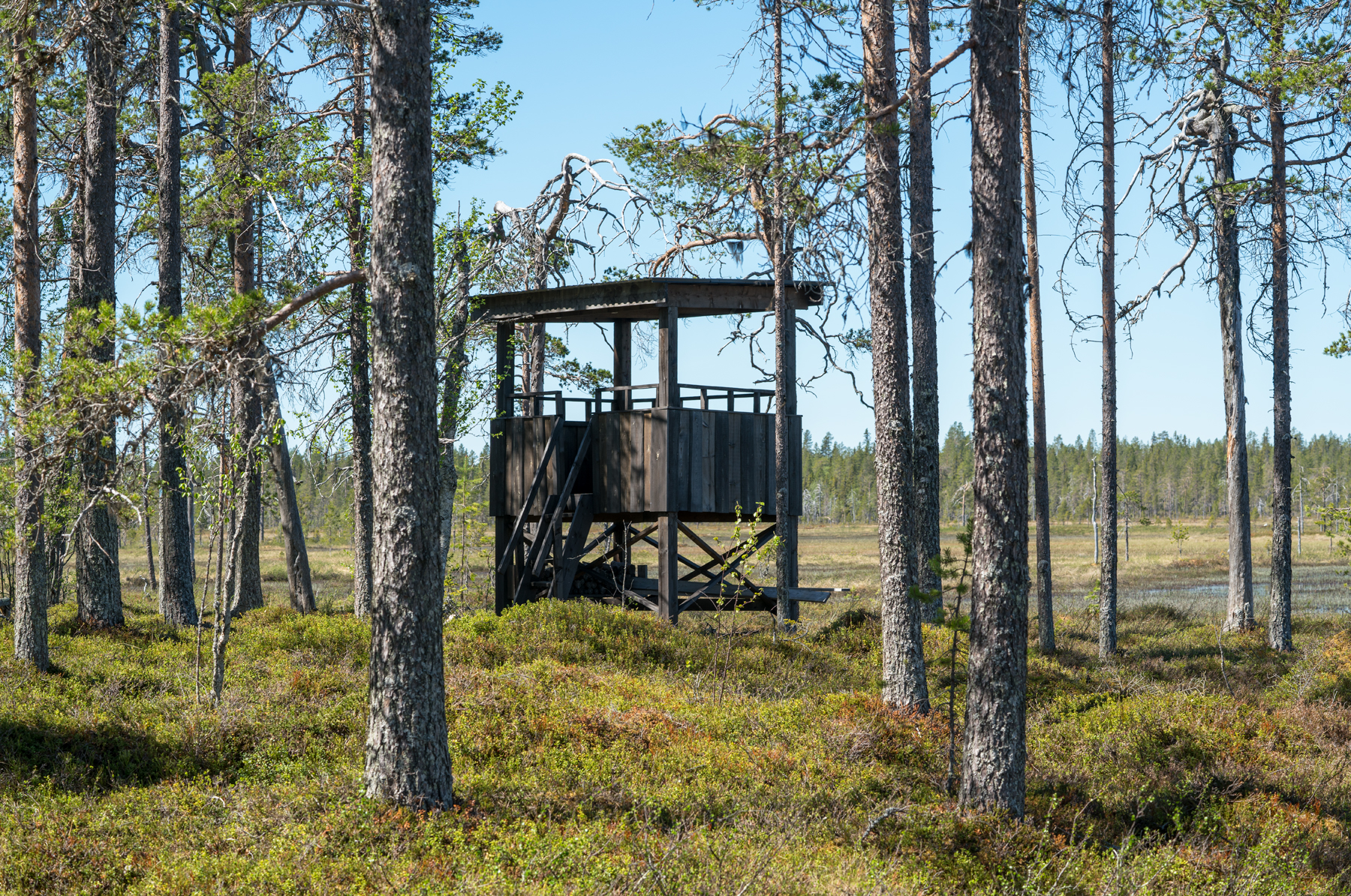
observatoire dans Mossaträsk Stormyran

En décembre 2018, la Suède comptait 4 087 sites dont :
- 548 zones de protection spéciale (ZPS) pour les oiseaux sur une superficie de 40 896 km2 ;
- 3991 zones spéciales de conservation (ZSC) (dont les pSIC, SIC) pour les habitats et les espèces sur une superficie de 75 280 km2.
- La superficie totale est de 75 854 km2, ce qui représente 13,4 % de la surface terrestre et marine du territoire de la Suède[34].

### Natura 2000 et les nouveaux États membres

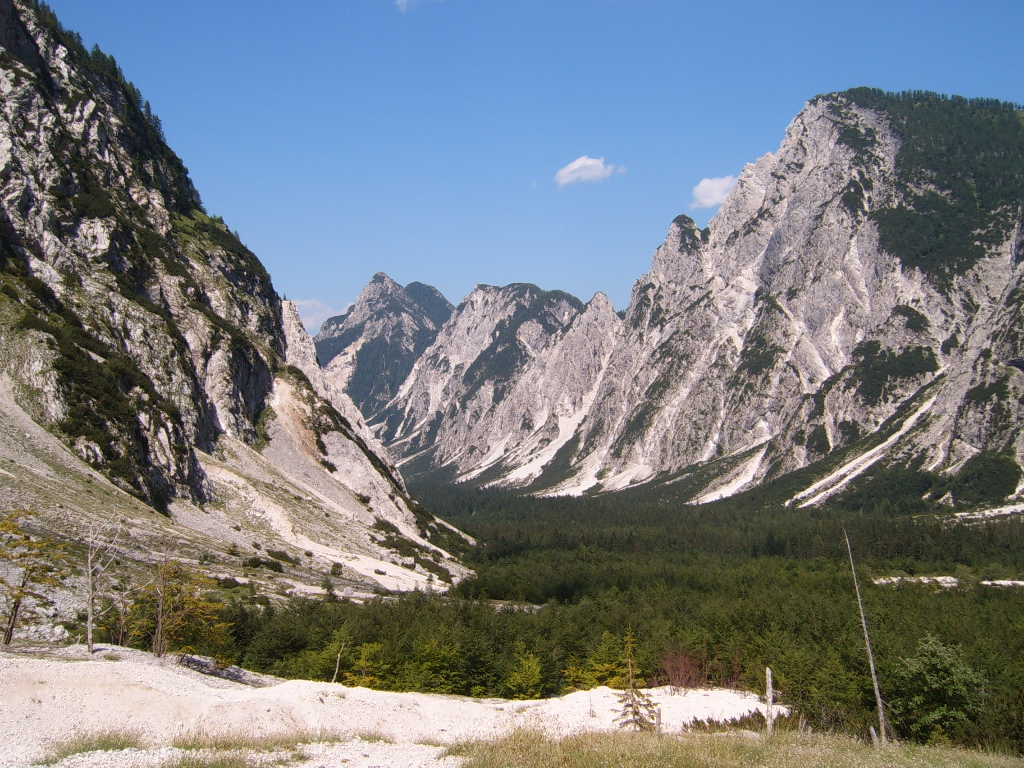
Les nouveaux États membres de l'Union européenne recèlent encore des trésors de naturalité (ici, vallée de Planica, dans le parc national du Triglav, Slovénie).

L'entrée dans l'Union européenne des nouveaux États membres (dix nouveaux États en 2004, plus la Bulgarie et la Roumanie en 2007 et la Croatie en 2013), a provoqué la nécessaire mise à jour des habitats naturels et des espèces animales et végétales qui pouvaient bénéficier de l'inscription à Natura 2000. En effet, les nouveaux membres d'Europe centrale et orientale recèlent des espèces et des habitats naturels qui, en Europe de l’Ouest, n'existent naturellement pas, sont réduits à de faibles surfaces ou ont parfois disparu.

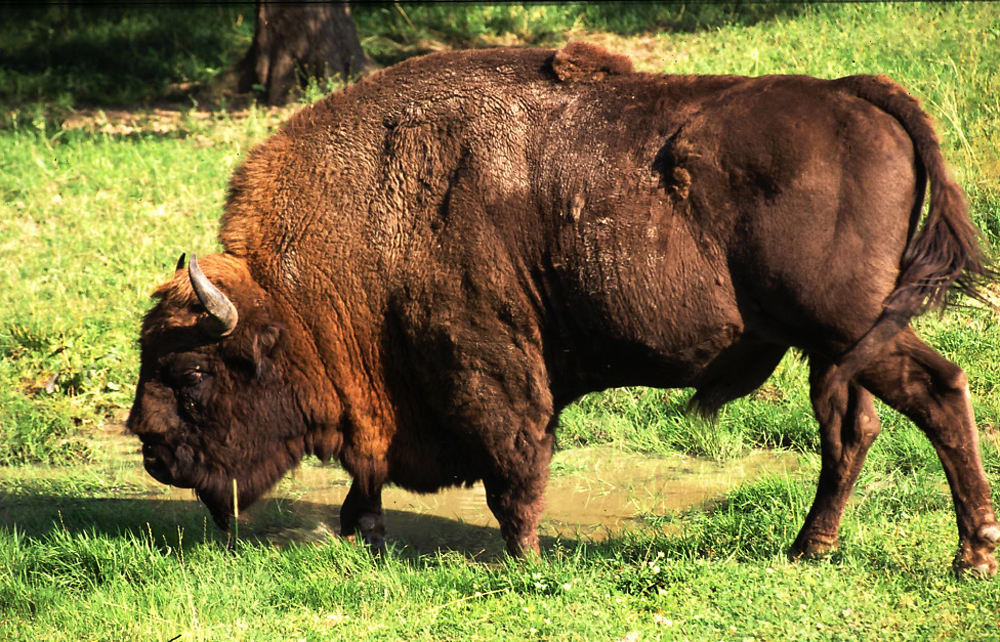
Avec l'élargissement de l'Union européenne, le bison d'Europe fait désormais partie du patrimoine naturel européen à protéger (Parc national de Bialowieza, Pologne).

Cette mise à jour a surtout consisté à actualiser les annexes des directives. Dans la directive habitats, de nouveaux habitats naturels sont inscrits à l'annexe I (habitats dits « d'intérêt communautaire »), comme les forêts calcicoles de pins sylvestres des Carpates occidentales, forêts de Cedrus brevifolia, etc.. De nouvelles espèces animales et végétales ont été inscrites à la directive ou ont vu leur statut modifié, comme le bison d'Europe, la tortue verte Chelonia mydas, la chauve-souris Rousettus aegyptiacus, le protée anguillard, plusieurs espèces de coléoptères et de papillons tel le cuivré de la bistorte (Lycaena helle), mais également de nombreuses espèces de plantes.
De nouvelles espèces d'oiseaux ont également été ajoutées aux annexes de la directive oiseaux, ou ont vu leur statut évoluer comme le faucon sacre (Falco cherrug), le gravelot à collier interrompu (Charadrius alexandrinus), la mouette pygmée (Larus minutus), etc.
En ce qui concerne les grands carnivores par exemple, des dérogations ont été demandées par les nouveaux États membres, du fait des fortes populations que certains pays possèdent encore. La Roumanie par exemple, comptait en 2005 près de 6 900 ours bruns sur son territoire, dans la chaîne montagneuse des Carpates. En Lituanie, les loups sont encore chassés comme gibier, dans le respect de certains quotas et durant une période précise de l'année, du fait des fortes populations dans le pays. Le pays a donc obtenu une dérogation géographique pour les annexes II et IV de la directive Habitats, ce qui lui permet de ne pas désigner de nouvelles zones spéciales de conservation pour le loup (tant que l'état de conservation des populations lituaniennes reste bon néanmoins).

## Participation des citoyens
Une étude basée sur 149 publications scientifiques couvrant la période 1998-2014 a analysé les aspects sociaux du réseau Natura 2000. Elle a conclu que la participation des parties prenantes est trop limitée. De fait, la perception du réseau est trop négative et il existe un manque de considération du contexte local, notamment en raison de règles d'application manquant de souplesse. Ces trois éléments entravent plus ou moins l'efficacité du réseau selon les États-Membres. Les auteurs recommandent donc d'augmenter la sensibilisation du public quant à l'importance de ce réseau, d'améliorer les capacités des autorités locales et les compensations pour les propriétaires privés.

## Résultats

### Rapportage à la commission européenne
Chaque État membre doit maintenir ou restaurer un état de conservation favorable pour certaines espèces et habitats (dits d'intérêt européen) afin de contribuer au maintien de la biodiversité, lequel est nécessaire au bon état écologique par exemple demandé par la directive-cadre sur l'eau. Une évaluation est requise par la directive tous les six ans, incluant :
- une évaluation de la contribution du réseau Natura 2000 à l'atteinte d'un état de conservation favorable pour les habitats et espèces d’intérêt communautaire ;
- une évaluation de la contribution de Natura 2000 au maintien de la biodiversité (via la conservation des habitats naturels et des espèces sauvages) ;
- une évaluation de la contribution du réseau Natura 2000 à la conservation de la biodiversité en général.

Les paramètres utilisés pour le calcul de cet « état de conservation » sont :
- pour un habitat : son aire de répartition naturelle, la surface recouverte par l'habitat, la structure et les fonctionnalités spécifiques de l'habitat, dont les espèces typiques, les perspectives futures qui lui sont associées ;
- pour une espèce : son aire de répartition naturelle, l'état de sa population, l'état de son habitat (habitat d'espèce), les perspectives futures qui lui sont associées.

Ce premier état des lieux s'est fait dans un cadre méthodologique commun pour tous les États membres,.
En 2009, le « bon état de conservation » (tout comme le bon état écologique visé par la Directive-cadre sur l'eau) n'était pas atteint pour de nombreux milieux, en France notamment.
En 2020, la fin du plan stratégique 2011-2020 de la Convention sur la diversité biologique est l'occasion pour l'Union européenne de redéfinir un cadre stratégique global. L’efficacité de la gestion des aires protégées en Europe a besoin d'être améliorée. La nouvelle stratégie pour 2030 s'engage à gérer toutes les aires protégées, définir des objectifs et mesures de conservation claires, afin de surveiller l'évolution. L'application des directives Oiseaux et habitats est essentielle.

### Résultats sur l'artificialisation des terres
Cependant, une autre étude menée en 2019 montre que, si la part des milieux artificiels a augmenté d'environ 21 % entre 1990 et 2012, dans les sites Natura 2000 la tendance à l'augmentation de l'artificialisation des terres a été stoppée depuis la mise en place du réseau Natura 2000 (c'est-à-dire sur la période 2006-2012).

### Résultats sur l'état de conservation des espèces

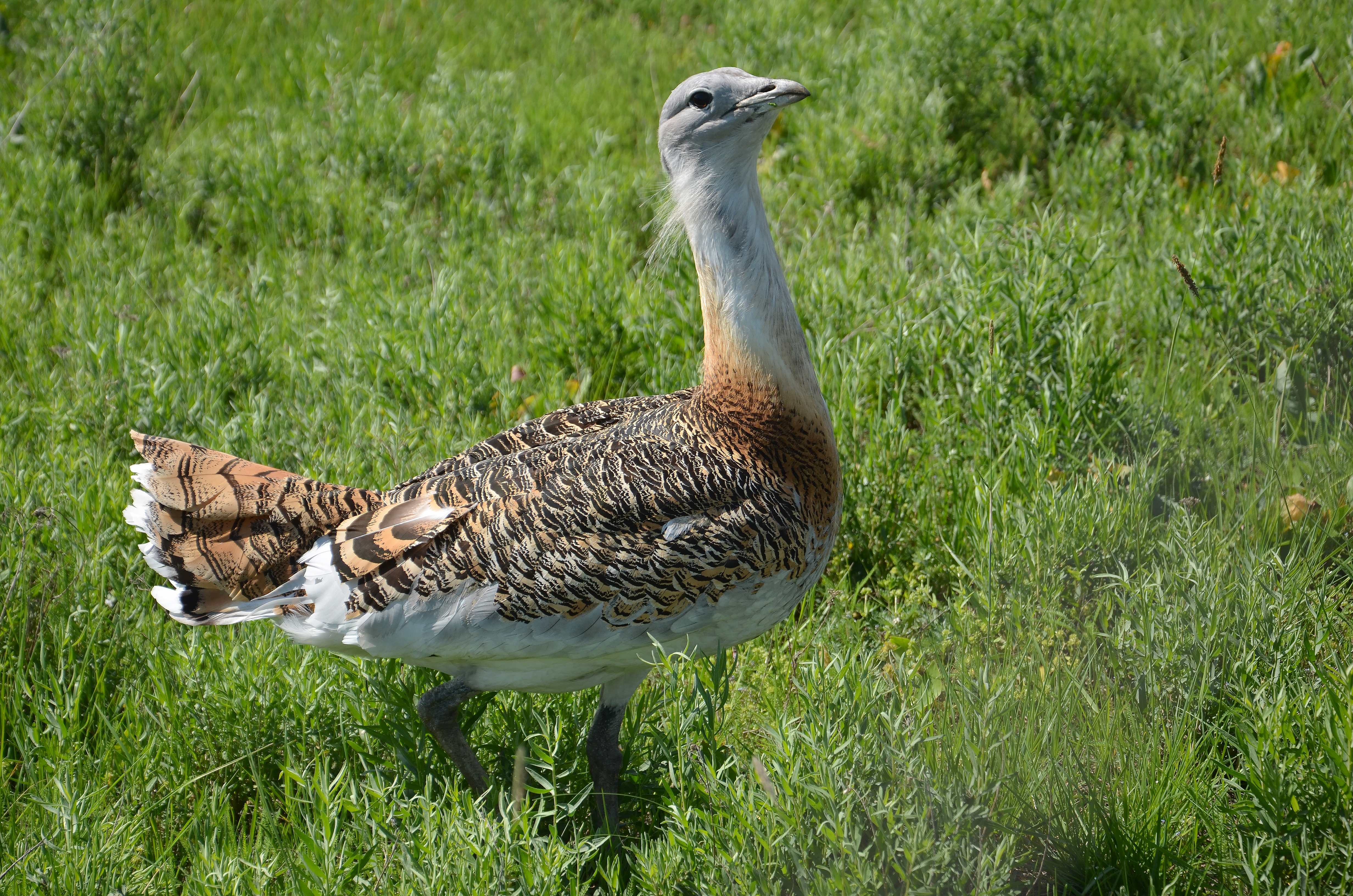
Un mâle de Grande Outarde dans la steppe de Dévaványa, en Hongrie, classée Natura 2000. L'expansion des cultures irrigées dans les steppes hongroises, sous l'influence de la politique agricole commune, a fait drastiquement diminuer la population nicheuse de Grande Outarde.

En 2013, le réseau natura 2000 recouvrait relativement bien les aires de répartition des espèces  menacées (oiseaux, mammifères et reptiles).
Selon une étude de 2023, la directive habitats a permis d'améliorer le suivi des espèces, mais n'a pas atteint son objectif de protection, la tendance à la réduction des aires de répartition des espèces d'intérêt communautaire s'est aggravée en Europe centrale.
La situation est contrastée en fonction des pays et des milieux. Par exemple les steppes agricoles, un habitat particulièrement important pour les oiseaux, se réduit à la fois à l'extérieur et à l'intérieur des sites Natura 2000, même si la perte est plus lente dans le réseau Natura 2000. En étudiant seulement 21 zones de protection spéciale dans la péninsule Ibérique, Gameiron et ses collègues ont estimé que la surface de steppes agricoles perdue aurait pu héberger 500 Grandes Outardes.
Le réseau Natura 2000  échoue à protéger les oiseaux des milieux agricoles méditerranéens, comme le montre l'exemple du site « Estepas cerealistas de los ríos Jarama y Henares », en Espagne, car la politique agricole commune a un effet extrêmement négatif sur ces milieux.